# F-35 Lightning II
F-35 Lightning II (укр. «Блискавка ІІ») — родина малопомітних багатоцільових винищувачів п'ятого покоління, розроблена американською фірмою Lockheed Martin Aeronautics Company  (Tactical Aircraft Systems) у трьох варіантах: для потреб ВПС США (наземний винищувач — CTOL), для Корпусу морської піхоти США і ВМС Великої Британії (винищувач з укороченим злетом та вертикальним приземленням — STOVL), і для потреб ВМС США (палубний винищувач — CV).
У консорціум на чолі з «Lockheed Martin» входять також «Northrop Grumman Corporation», «Pratt & Whitney», «Rolls-Royce», Allison та «British Aerospace». У розробці окремих вузлів беруть участь «Skunk Works» у Палмдейл і Aeronautical Systems.
2 серпня 2016 року ВПС США оголосили про готовність винищувачів F-35A 34-ї ескадрильї до бойового застосування.

## Програма JSF
Конструкцію F-35 обрали у 2001 році внаслідок конкурсу за програмою JSF (англ. Joint Strike Fighter, єдиний ударний винищувач) між компаніями «Boeing» (модель X-32) та «Lockheed Martin» (модель X-35). Програма передбачала створення єдиної моделі винищувача для ВПС, ВМФ і морської піхоти з можливістю вертикального та вкороченого злету та приземлення для заміни F-16, A-10, F/A-18, AV-8B. Також замінять британський «Sea Harrier». Третю модель, від компанії McDonnell Douglas, відкинули через складність конструкції.
Фінальні випробування прототипів X-32 і Х-35 показали явну перевагу останнього: він показав зліт на майданчику довжиною 150 м, розвинув надзвукову швидкість, приземлився вертикально. Однією з головних переваг назвали метод створення вертикальної тяги: окремий вентилятор на X-35, а не просто зміна напрямку тяги основних двигунів на X-32 (що змушувало встановлювати поворотні сопла вертикального злету в центрі мас, недалеко від повітрозабірників, що, у підсумку, призводило до повторного потрапляння вихлопних газів у двигун і його перегрівання).
У результаті намічена розробка уніфікованої моделі винищувача-бомбардувальника для країн НАТО з базуванням на суші й на морі. Програму фінансують спільно США, Велика Британія ($2,5 млрд), Італія ($1,0 млрд), Нідерланди ($800 млн), Канада ($440 млн), Туреччина ($175 млн), Австралія ($144 млн), Норвегія ($122 млн) і Данія ($110 млн). Всього на програму JSF планують витратити близько $40,0 млрд.
Плани закупівель країн-партнерів такі:
| Країна                      | F-35A | F-35B   | F-35C | Разом |
| --------------------------- | ----- | ------- | ----- | ----- |
| США                         | 1763  | 353     | 327   | 2443  |
| ВПС                         | 1763  |         |       |       |
| ВМС                         |       |         | 260   |       |
| КМП                         |       | 353     | 67    |       |
| Велика Британія (ВПС + ВМС) |       | 138 (?) |       | 138   |
| Австралія                   | 100   |         |       | 100   |
| Туреччина                   | 100   |         |       | 100   |
| Італія                      | 60    | 30      |       | 90    |
| ВПС                         | 60    | 15      |       |       |
| ВМС                         |       | 15      |       |       |
| Канада                      | 65    |         |       | 65    |
| Норвегія                    | 52    |         |       | 52    |
| Нідерланди                  | 37    |         |       | 37    |
| Данія                       | 30    |         |       | 30    |
| Разом                       | 2207  | 521     | 327   | 3055  |

У середині березня 2010 року з'явилися повідомлення, що Данія відмовилася від планів із закупівлі літаків F-35, але пізніше стало відомо, що 2012 року планують проведення відкритого конкурсу, у якому як основні суперники F-35 виступлять F/A-18E/F «Super Hornet» фірми «Боїнг» і Saab JAS 39 Gripen.
З 2011 року в Австралії проводилися переговори про відмову від покупки сотні винищувачів F-35A Lightning II. Тоді Австралія відклала покупку винищувачів на два роки. Відповідно до звіту Австралійського інституту стратегічної політики головними негативними чинниками угоди, яку планували, є завищення вартості F-35 майже у два рази й затримка постачання літаків на строк до 7 років. Можливо, за цей відкладений час покупки Австралія закупить додаткову партію з 24-х літаків F/A-18F Super Hornet, а половину вже наявних F/A-18F на озброєнні 20 конвертує в літаки РЕБ EA-18 Growler.
У жовтні 2010 року ВПС Ізраїлю домовилися про закупівлю першої партії з 20 винищувачів F-35 ($96 млн   за літак, загальна сума операції $2,75 млрд). Ізраїль запросив від США дозвіл на установку цілого ряду додаткових систем з власних розробок в області авіоніки та озброєнь на придбані винищувачі. Наприкінці вересня 2010 року, такий частковий дозвіл було отримано. При цьому США поставили умову, що якщо Міністерство оборони Ізраїлю збільшить замовлення на F-35, то йому буде дозволено використовувати на них більше число власних систем та озброєнь. В рамках узгодження, що проходить в Генеральному штабі ЗС країни довгострокового плану закупівлі озброєнь, планується закупівля ще, як мінімум, 20 винищувачів, з тим, щоб довести їх кількість до 40 одиниць до 2020 року. Постачання винищувачів до Ізраїля планується почати в другій половині 2016 року, пересилаючи в Ізраїль перші два літаки в рамках півторарічного плану постачання винищувачів першої ескадрильї F-35.
Наприкінці червня 2011 року ВПС Ізраїлю направили своїх фахівців до США, де вони очолили групу, що займається розробкою ізраїльської версії літака — F-35I. Повідомляється, що вони будуть працювати разом із представниками Пентагону та компанії «Lockheed Martin» із питань, що стосуються інтеграції ізраїльських технологій у винищувач п'ятого покоління.
Ізраїльські ВПС сподіваються отримати від Пентагону дозвіл на початок навчання своїх пілотів ВПС раніше 2016 року, тоді коли американські пілоти почнуть навчання на новому винищувачі.
20 листопада 2011 року перший «міжнародний» F-35 (ним виявився F-35B б/н BK-1, призначений для ВПС Великої Британії) покинув складальний цех. Його перший політ відбувся в найближчі місяці, а передача замовнику 2012 року. В Англії літак буде використовуватися, як для фінальних випробувань, так і для навчання льотного та технічного особового складу.
25 лютого 2011 року перший серійний F-35 — AF-6 вперше піднявся в повітря, а 6 травня перший серійний літак (ним виявився — AF-7, AF-6 був переданий тижнем пізніше) був переданий ВПС США. Літак був приписаний до авіабази Едвардс в Каліфорнії (постачання винищувача, що був у розробці, у війська відбулася раніше прийняття його на озброєння, на базі Едвардс пілоти-випробувачі ВПС проводитимуть фінальні випробування винищувача).
13 квітня 2012 року здійснив перший політ літак із серійним номером BK-1 — перша машина для Великої Британії та перша для закордонних партнерів взагалі

6 серпня здійснив перший політ F-35A з серійним номером AN-1 — перший літак для Нідерландів та перша із закордонних машин цієї модифікації.
«Lockheed Martin» веде фінальну збірку машин четвертої виробничої серії — десять на початок грудня вже здійснили свої перші польоти.
Повідомляється, що база ВПС США Еглін до кінця 2012 року отримає 20 серійних винищувачів F-35 для навчання пілотів та наземного технічного персоналу.
19 червня 2013 року віцепрезидент концерну «Lockheed Martin» Стів О'Брайен заявив на авіасалоні в Ле Бурже: «Ізраїль буде першою країною, після США, яка придбає винищувачі нового покоління F-35». Перша партія винищувачів нового покоління F-35 прибуде в Ізраїль вже наприкінці 2016 року. Під час візиту до США в жовтні 2014 року міністр оборони Ізраїлю Моше Яалон домовився про закупівлю другої ескадрильї бойових літаків п'ятого покоління F-35. Компанія «Lockheed Martin» зобов'язалася поставити Ізраїлю ще 25 винищувачів F-35. Так загальне число літаків цього типу на озброєнні ЦАХАЛу складе 44.

### Вартість
На розробку літака на квітень 2011 року витратили понад $56 млрд.
Вартість як дрібносерійних (LRIP) так і великосерійних (FRP) зразків:
| Дата контракту | Партія  | Кількість та варіант                        | Вартість одиниці (млн.)                                       | Примітки |
| квітень 2007   | LRIP-1  | F-35A — 2 од.                               | $221,2 (без двигуна)                                          | |
| липень 2007    | LRIP-2  | F-35A — 6 од.                               | $161,7 (без двигуна)                                          | Вартість партії підвищилася з 771 млн до 1,15 млрд. |
| травень 2008   | LRIP-3  | F-35A — 9 од. F-35B — 12 од.                | $128,2 (в середньому за од.) (без двигуна)                    | Відповідно до звітів Пентагону, вартість двигунів (LRIP-3): F-35A — $16 млн, F-35B — $38 млн Партія містить 2 F-35B для ВПС Великої Британії і 1 F-35A для ВПС Нідерландів. |
| листопад 2009  | LRIP-4  | F-35A — 13 од. F-35B — 15 од. F-35C — 4 од. | F-35A — $111,6 F-35B — $109,4 F-35C — $142,9 (без двигуна)    | Перша партія з фіксованою ціною. Загальна вартість партії — $3,4 млрд |
| грудень 2011   | LRIP-5  | F-35A — 22 од. F-35B — 3 од. F-35C — 7 од.  | F-35A — $107 F-35B — ? F-35C — ? (без двигуна)                | Загальна вартість партії — $4 млрд. |
| вересень 2013  | LRIP-6  | F-35A — 23 од. F-35B — 6 од. F-35C — 7 од.  | F-35A — $103 F-35B — $109 F-35C — $120 (без двигуна)          | Загальна вартість партії — 4,4 млрд. |
| вересень 2013  | LRIP-7  | F-35A — 24 од. F-35B — 7 од. F-35C — 4 од.  | F-35A — $98 F-35B — $104 F-35C — $116 (без двигуна)           | Загальна вартість партії — 3,9 млрд. |
| 2014 (план)    | LRIP-8  | F-35A — 19 од. F-35B — 6 од. F-35C — 4 од.  | н/д                                                           | |
| 2015 (план)    | LRIP-9  | н/д                                         | н/д                                                           | |
| 2016 (план)    | LRIP-10 | н/д                                         | н/д                                                           | |
| 2017 (план)    | LRIP-11 | н/д                                         | н/д                                                           | |
| 2018 (план)    | FRP-1   | 107 (план)                                  | н/д                                                           | Перша партія багатосерійного виробництва. |
| 2019 (план)    | FRP     | н/д                                         | F-35A — $83,4 F-35B — $108,1 F-35C — $93,3 (включаючи двигун) | Очікувана вартість станом на березень 2012. |

15 лютого 2012 року було оголошено про рішення міністерства оборони США відкласти закупівлю в загальній кількості 179 винищувачів F-35. Того самого дня міністр оборони Італії Джампаоло Ді Паола оголосив про плани скоротити замовлення зі 131 до 90 F-35. За словами міністра загалом Італія витратила на програму F-35 €2,5 млрд.

### Виробництво
Наприкінці вересня 2021 року компанія Локгід-Мартін повідомила, що вона виготовила та передала замовнику 700-й літак F-35. А всього протягом 2021 року замовникам було передано 142 літаків F-35 різних модифікацій.
У листопаді 2024 року США уклали контракт на суму $869,9 млн з «Lockheed Martin» для виробництва винищувачів F-35 з оновленням Technology Refresh 3 (TR-3). Воно забезпечить покращені оперативні можливості для виконання сучасних бойових завдань. Контракт охоплює закупівлю матеріалів, деталей та підтримку виробництва F-35 для американських Повітряних сил, ВМС та Корпусу морської піхоти, а також для міжнародних замовників за програмою Foreign Military Sales. Фінансування також включає внески від партнерів США та інших країн. Завершення проєкту очікується у травні 2031 року. Програма F-35 продовжує залучати нових замовників. Зокрема, Греція замовила 20 винищувачів з можливістю додаткової закупівлі ще 20. Чехія придбає 24 літаки з поставкою з 2031 року. Румунія стала 20-ю країною, що обрала F-35, уклавши контракт на 32 літаки вартістю $6,5 млрд. Хоча розробка TR-3 супроводжувалася затримками через складнощі з обладнанням та програмним забезпеченням, виробництво відновилося в липні 2024 року. Очікується, що починаючи з 2025 року щорічний випуск становитиме понад 156 одиниць.

## Конструкція
На F-35 використані багато технологічних рішень, відпрацьованих на F-22. Позначення серійних варіантів: F-35A (із стандартним злетом та приземленням), F-35B (з коротким злетом та вертикальною посадкою) і F-35C (зліт з палуби авіаносця за допомогою катапульти, а посадка на палубу — з використанням аерофінішера).

### Бортова РЛС
На літаку встановлена багатофункціональна РЛС з АФАР AN/APG-81, що ефективно діє як по повітряних, так і по наземних цілях.

### Авіоніка
- Радіолокаційна станція з активною фазованою антенною ґраткою AN/APG-81 виробництва Northrop Grumman Electronic Systems.
- AN/AAQ-37 — електронно-оптична система (ЕОС) з розподіленою апертурою (DAS), що складається з 6 ІЧ датчиків, розташованих на фюзеляжі з діапазоном огляду 360°[48][49]. Система дозволяє:
  - Виявляти групові пуски балістичних ракет на дальності до 1300 км, супроводжувати дані цілі і видавати цілевказання по кожній з них в автоматичному режимі[50][51].
  - Виявляти інші наземні та повітряні цілі
  - Здійснювати навігацію при польоті удень/вночі
  - Попереджати про ракетну атаку літака
  - Виявляти точки пуску ракети, позиції діючої зенітної артилерії
  - Виконувати пуск ракети повітря-повітря по цілі, що летить за літаком
- AAQ-40 — всеспрямована інфрачервона CCD-TV камера високої роздільної здатності, що призначена для спостереження й цілевказання. Вона забезпечує захоплення та супроводження будь-яких наземних, надводних та повітряних цілей. Повністю пасивна, вона здатна виявляти та супроводжувати цілі в автоматичному режимі і на великій відстані, а також повідомляти про лазерне опромінення літака[49].
- AN/ASQ-239 (Barracuda) — станція індивідуальних перешкод (РЕП)
- HMDS — Helmet-Mounted Display System. Нашоломна система цілевказання та індикації, можливе управління поглядом та поворотом голови.
- PCD — panoramic cockpit display, широкоформатний сенсорний дисплей відображення інформації (50 на 20 сантиметрів), також можливе управління голосом.

### Канали передачі даних
Літаки F-35 здатні обмінюватись даними із використанням каналів Link-16 (з літаками 4-го покоління) та новими каналами MADL (англ. Multifunction Advanced Data Link). Завдяки цьому літаки F-35 здатні обмінюватись даними з усіма сучасними та перспективними системами, що знаходяться на озброєнні країн-членів НАТО.
Широкосмуговий канал MADL працює в Ku-діапазоні, із застосуванням численних засобів з підвищення завадостійкості та захисту каналу: псевдовипадкова перебудова робочої частоти (ПВРЧ), спрямований радіосигнал тощо.
У 2017 році Eurofighter Typhoon Британських ВПС брав участь у демонстрації технологій обміну даними з F-35B через канал MADL. Дані випробування отримали назву Babel Fish III. Обмін даними відбувався шляхом трансляції повідомлень MADL у формат Link 16. Так F-35 без втрати малопомітності був здатен напряму передавати дані літаку попереднього покоління.
Окрім каналів обміну інформацією про бойову обстановку літаки F-35 мають систему англ. Autonomic Logistics Information System (ALIS), призначену для отримання, зберігання, оброблення інформації про бойову місію, стан літака та його вузлів. Вона покликана, серед іншого, спростити та пришвидшити процес підтримки літаків у робочому стані, автоматичної діагностики його вузлів тощо. Деякі країни-учасники проєкту вирішили створити підсистему Sovereign Data Management (SDM), яка б попереджувала витоки важливих даних через систему ALIS.
У 2018 році перевірили можливість передачі координат цілі з літака F-35B безпосередньо на пускову установку РСЗВ HIMARS. Так має істотно скоротитися проміжок між виявленням цілі та її знищенням. У цій схемі літак F-35B з його потужними сенсорами виступає в ролі розвідника.

### Шолом пілота

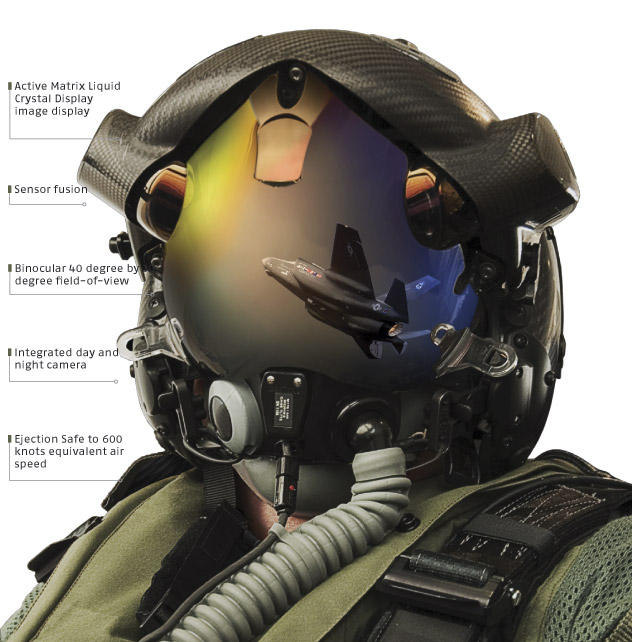
Дисплейний шолом для пілота F-35 Helmet Mounted Display System (HMDS)

Це шолом, який дозволить пілотам винищувачів майбутнього покоління «бачити через кабіну» літака. Спорядження розроблено для винищувача-бомбардувальника F-35 і останнім часом тестується науково-дослідним відділом Міністерства оборони Великої Британії у Вілтширі.
Замість звичайного дисплея на приладовій панелі синтезоване комп'ютером зображення буде подаватися прямо на візори пілота, надаючи також підказки, що необхідні для польоту, навігації та ведення бою. Принципово новою технологією стала реалізація можливості бачення в інфрачервоному діапазоні, тобто за допомогою шолома пілот зможе бачити навіть уночі. Шолом дозволяє автоматично перемикатися між відеорежимами. Фактично, літак зможе стати «прозорим» для пілота. Також шолом є своєрідним командним центром: високоточне цілевказування всієї бортової зброї зав'язано на рухи голови і очей льотчика.
Поки створений лише дослідний зразок. Розробкою моделі займаються британські компанії Vision Systems International і Helmet Integrated Systems Limited.
Ізраїльська компанія Elbit Systems спеціалізується в розробці та модернізації різних видів озброєнь і її американський партнер, компанія Rockwell Collins, будуть випускати пілотські шоломи для винищувачів F-35C. Шоломи будуть додані в стандартну комплектацію літаків з 2016 року.

### Силова установка
F-35A і F-35C оснащуються двигуном Pratt & Whitney F135, який є подальшим розвитком двигуна F119, встановленого на F-22. Двигун для F-35B розроблено за участю Rolls-Royce Defence.

За твердженням виробника, завдяки даному двигуну та конструкції планера, повністю озброєний F-35A із заповненими паливними баками, здатний виконувати маневри з перевантаженням в 9 g.

#### Без форсажний надзвуковий політ
Згідно формально заявленим характеристикам, F-35 не має можливості крейсерського польоту на надзвукових швидкостях без використання форсажу. Однак, за твердженням віцепрезидента Lockheed Martin Стівена О'Браєна (анг. — Stephen O'Bryan), винищувач здатен здійснювати політ зі швидкістю, що відповідає M=1,2 (тобто в 1,2 раза перевищує швидкість звуку), впродовж ~ 240 км без включення форсажної камери.

### Крило
Крила для F-35 Lightning II вироблятимуться в Ізраїлі на заводах IAI (Israel Aerospace Industry).
Контракт з компанією Lockheed Martin Corporation буде підписаний на 10-15 років. Сума контракту — $2,5 млрд. IAI розпочала організацію конвеєра для збирання крил F-35. До 2016 року на частку ізраїльських виробників припадатиме третина від загального числа вироблених у світі крил для F-35. Йдеться приблизно про вісімсот одиниць на рік.

### Вертикальний зліт і посадка
Варіант винищувача з коротким злетом та вертикальним приземленням (ЛВП) F-35B, призначений для базування на авіаносних кораблях, не оснащених катапультами (легких авіаносцях, великих десантних кораблях), здатен виконувати і вертикальний зліт.
Для цього сопло двигуна F-35B повертається вниз на 95 °, а за кабіною пілота вертикально встановлений та пов'язаний з головним двигуном жорсткою передачею вентилятор створює підйомну тягу. В крейсерському польоті підйомний вентилятор зупиняється і закривається стулками. Управління з рискання під час зависання забезпечують додаткові сопла двигуна, здатні відхилятися вліво та вправо. Для управління по крену в кожній консолі крила є додаткові сопла, що живляться від основного двигуна. Тангаж змінюється різнотягом[уточнити переклад] підйомного вентилятора та двигуна.
Положення літака під час зависання повністю контролюється бортовим комп'ютером. Це дозволяє значно спростити управління літаком порівняно з аналогами. Крім того, в аварійній ситуації комп'ютер здатен ухвалити рішення про катапультування набагато раніше людини.
Вертикальна тяга дозволяє F-35B при малому бойовому навантаженні та неповних паливних баках вертикально злітати та сідати. При більшому навантаженні вертикальної тяги для злету недостатньо і зліт здійснюється з невеликим пробігом (т. зв. укорочений зліт). Так само може здійснюватися і посадка. На практиці, через витрату палива в польоті злітна маса літака виявляється значно більше посадкової. Тому, зазвичай, зліт виконується укороченим, а посадка вертикально. Зважаючи на це, літаки подібні F-35B, називають в англомовній літературі Short Take-Off and Vertical Landing (STOVL) aircraft — літак з коротким злетом та вертикальним приземленням. Однак, в українській мові скорочення «ЛКВВП» не використовується, а близьке Літак укороченого злету та приземлення позначає легкі, переважно сільськогосподарські та пасажирські, літаки, призначені для експлуатації з непідготовлених майданчиків. Як наслідок, F-35B в україномовних статтях часто називають ЛВВП.

### Авіаносне базування
Особливостями F-35C, порівняно з варіантами F-35A (зі стандартним злетом та посадкою) і F-35B (з коротким злетом та вертикальною посадкою), є те, що зліт винищувача здійснюється за допомогою катапульти, а посадка на палубу авіаносця — з використанням аерофінішера.
У зв'язку з підвищеними навантаженнями, внутрішня конструкція F-35C зміцнена. Хвостова частина літака містить елементи, виготовлені з титану.
Перший політ літака F-35C відбувся 2009 року. У порівнянні з іншими варіантами, F-35C має на 30 % більшу площу крила, збільшену площу хвостового оперення та поверхонь управління, оснащений кінцевими елеронами для забезпечення високої керованості при малих швидкостях посадки на палубу авіаносця.
3 листопада 2014 року під час програми випробувань один з дослідних зразків F-35C вперше здійснив посадку на палубу авіаносця CVN 68 Nimitz. Посадку з повноцінним зачепленням за аерофінішер авіаносця здійснив третій прототип F-35C (борт CF-3), за ним на палубу Nimitz сів п'ятий льотний прототип F-35C (борт CF-5).

## Модифікації

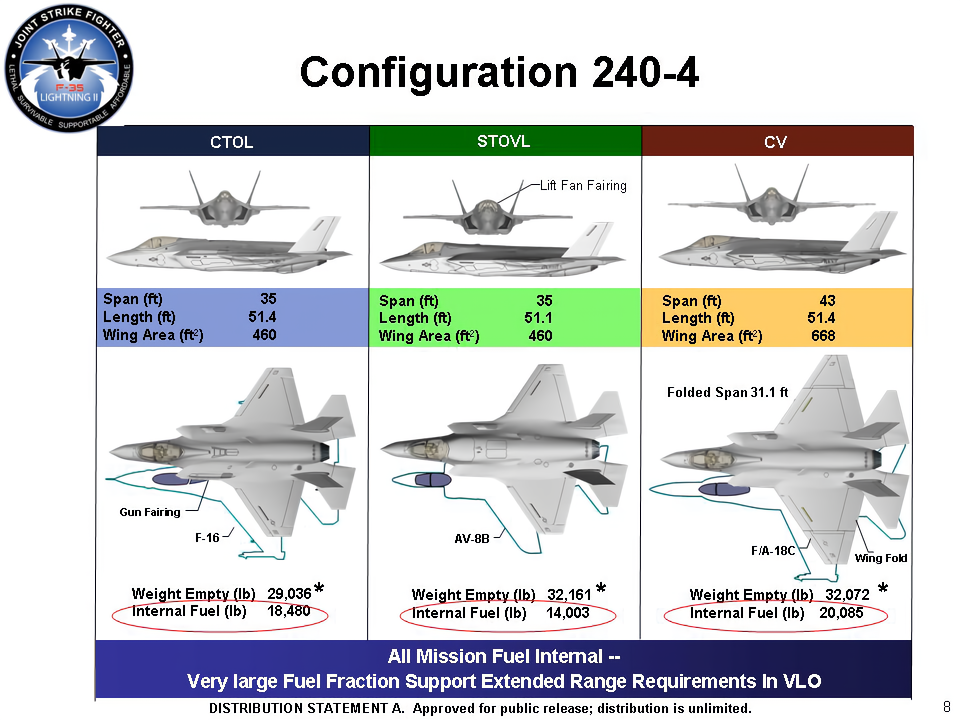
Три варіанти винищувача F-35

Літак створюється в трьох основних варіантах:
- F-35A — літак для ВПС США, технологічно найпростіша і, відповідно, легша і дешева версія F-35. Саме вона складе основу закупівель країнами-партнерами та очікуваного масового експорту. Оснащений вбудованою чотириствольною 25-мм гарматою GAU-22/A[62][63][64], з 2024 року — носій термоядерної гравітаційної бомби B61-12[65].
  - F-35I — літак для ВПС Ізраїлю. Після приєднання до програми JSF Ізраїль озвучив плани створення модифікації F-35A із значною кількістю БРЕО власного виробництва, зокрема систем РЕБ і устаткування кабіни та інтеграцією в СКВ зброї власного виробництва[18][19]. Ступінь того, наскільки глибоко ізраїльським інженерам буде дозволено заглибитися в модифікацію літака, залежить, в першу чергу, від обсягів закупівель[20].
  - CF-35 — літак для ВПС Канади. CF-35 відрізнятиметься від американського F-35A наявністю гальмівного парашута, необхідного через небезпеку експлуатації з обмерзлих ЗПС, і системи дозаправлення паливом у польоті  аналогічній тій, яка встановлена на F-35B/C — за допомогою шланга, а не штанги, прийнятої у ВПС США. Гальмівний парашут буде встановлений і на версії для Норвегії, з тієї ж причини[66].
- F-35B — літак для Корпусу морської піхоти США і Королівського флоту Великої Британії. Головна риса — можливість скороченого злету та вертикального приземлення. Оснащується підвісним контейнером з 25-мм гарматою GAU-22/A. В майбутньому повинен скласти основу авіагруп нових УДК типу «Америка», власне, представляють собою легкі авіаносці з обмеженими можливостями для висадки десанту та значно розширеними, порівняно з кораблями минулого покоління «Уосп», можливостями авіагрупи[67]. Так само планується базування на авіаносцях Великої Британії класу «Королева Єлизавета» та італійському авіаносці «Кавур».
- F-35C — літак для ВМС США. Варіант має збільшену площу крила і хвостового оперення, що дозволяє маневрувати на невеликих швидкостях при польотах з авіаносців. Крило більшого розміру дозволяє також збільшити корисне навантаження. Додано посадковий гак. Порівняно з F/A-18C, F-35C матиме вдвічі більший бойовий радіус дії. У жовтні 2010 року прем'єр-міністр Великої Британії Девід Камерон оголосив про рішення віддати перевагу для озброєння споруджуваних авіаносців Королівського флоту Великої Британії замість F-35B версію з катапультним злетом. Як причини були названі «більші бойові можливості та велика дальність польоту при меншій ціні»[68][69], але 9 травня 2012 було оголошено про рішення повернутися до планів закупівлі F-35B. Основною причиною цього рішення було небажання нести великі витрати (близько $3 млрд) на модернізацію авіаносців[3].

Всі варіанти уніфіковані на 70-90 %. Крім того, на F-35 використано багато технологічних рішень, що відпрацьовані на F-22.

### Перспективні розробки
Американська оборонно-технологічна компанія Lockheed Martin працює над масштабною модернізацією винищувача п’ятого покоління F‑35 Lightning II — у найближчі два-три роки платформа має стати «опціонально пілотованою». Це означає, що літак зможе виконувати завдання як з пілотом на борту, так і в повністю автономному режимі, використовуючи ШІ і сучасні системи електронної війни, наближаючись до рівня винищувачів шостого покоління. Ключовий елемент трансформації — впровадження новітніх автономних алгоритмів управління польотом, розроблених у межах засекречених проектів Project Hydra та програми DARPA ACE (Air Combat Evolution). Ці системи дозволять F‑35 діяти у складних умовах повітряного бою та кооперуватися з БпЛА (наприклад, XQ-58A Valkyrie чи Boeing MQ-28 Ghost Bat), приймаючи рішення у реальному часі.

## Озброєння
F-35 має широку номенклатуру озброєнь. Серед них ракети класу повітря-повітря AIM-9 Sidewinder, AIM-132 ASRAAM і AIM-120 AMRAAM, а також крилаті ракети Storm Shadow і AGM-158 JASSM. Входять до номенклатури і кореговані бомби JDAM вагою до 910 кг, кластерні бомби WCMD, керовані авіаційні бомби AGM-154 Joint Standoff Weapon і протитанкові ракети Brimstone.
На додаток до базових вимог, Норвегія та Австралія фінансують роботи з пристосування до F-35 перспективної протикорабельної ракети Naval Strike Missile (NSM), яка отримає назву Joint Strike Missile (JSM). За твердженням виробника, F-35 зможе запускати ракети та кореговані бомби з внутрішніх відсіків на максимальних надзвукових швидкостях.
Велика Британія планує розширить можливості своїх винищувачів п’ятого покоління F-35B завдяки інтеграції авіаційних ракет "повітря-повітря” Meteor і високоточними боєприпасами SPEAR 3 «до кінця десятиліття». Впровадження двох нових ракет на F-35 ведеться вже тривалий час. У 2019 році Lockheed Martin отримала початкове фінансування для початку інтеграції.

### Ядерна зброя
До 2017 року (або пізніше, в разі виникнення затримок у розвитку програми), при досягненні рівня розвитку ПЗ і БРЕО block 4, F-35 планується озброїти тактичною ядерною бомбою B61. Літак матиме можливість нести два боєприпаси потужністю від 0,3 до 340 кт в тротиловому еквіваленті на внутрішній підвісці. Спочатку ця вимога була пред'явлена лише до F-35A, чітких відомостей про інші модифікації з цього питання немає. F-35A замінить як основний носій тактичної ядерної зброї НАТО винищувач F-16.
На початку березня 2024 року, за повідомленням представника Об'єднаного програмного офісу F-35, ударний американський винищувач F-35A офіційно сертифікований для перевезення термоядерної гравітаційної бомби B61-12.

### Гармата
Спеціально для винищувача-бомбардувальника F-35 фірмою General Dynamics створена авіаційна чотириствольна гармата GAU-22/A калібру 25 мм. Дана модифікація отримана шляхом глибокої модернізації гармати GAU-12, що використовується на літаках AV-8 Harrier II. Найбільша відмінність — зменшення кількості стволів з п'яти до чотирьох, що дозволило значно зменшити масу — приблизно на 20 кг, зменшити об'єм, займаний зброєю на 20 % і підвищити точність
На модифікації F-35A гармата буде встановлена всередині літака, над і трохи позаду лівого повітрозабірника, боєкомплект складе 180 снарядів.
Для модифікацій F-35B і F-35C розроблено підвісний контейнер з боєкомплектом 220 снарядів, що кріпиться під фюзеляжем, в задній частині. Незважаючи на те, що при створенні контейнера використовувалися технології зниженої помітності, очевидно, що використовуватися він буде, як зброя на зовнішній підвісці, переважно, коли ППО противника буде знищена та лише в тих місіях, де гармата буде корисна (наприклад, безпосередня підтримка військ).
Характеристики авіагармати GAU-22/A:
| Маса без снарядів (гармати/вбудованої системи/підвісного контейнера), кг | 104,3/189/334 |
| Скорострільність, постр./хв                                              | 3000-3300     |
| Початкова швидкість снаряда (HEI/API), м/с                               | 1085/1036     |
| Маса снаряда (HEI/API), грам                                             | 184/215       |

## Експлуатація
Станом на червень 2012 року експлуатується 36 літаків: 18 модифікації F-35A, 14 F-35B і 3 F-35C, в наступних випробних і тренувальних центрах (серійні літаки виділені жирним шрифтом)

:
- Едвардс (авіабаза), штат Каліфорнія, центр випробувань F-35A
  - AF-1 (перший політ 14 листопада 2009 року; переданий 17 травня 2010 року)
  - AF-2 (перший політ 20 квітня 2010 року; переданий 17 травня 2010 року)
  - AF-3 (перший політ 6 липня 2010 року; переданий 11 грудня 2010 року)
  - AF-4 (перший політ 30 грудня 2010 року; переданий 22 січня 2011 року)
  - AF-6 (перший політ 25 лютого 2011 року; переданий 13 травня 2011 року)
  - AF-7 (перший політ 4 березня 2011 року; переданий 6 травня 2011 року)

На початку серпня 2016 року Військово-повітряні сили США оголосили, що перша ескадрилья винищувачів F-35As готова до виконання бойових завдань.

### Проблеми
У січні 2012 року у відкритому доступі, на вебресурсі f-16.net [Архівовано 17 травня 2008 у Wayback Machine.], з'явилися подробиці доповіді міністерства оборони США від листопада 2011 року, згідно з якою причиною невдачі всіх восьми посадок третього прототипу F-35C на імітатор палуби авіаносця на базі авіації ВМС США Лейкгерст під час перших випробувань в серпні 2011 року (в жодному з восьми випадків гак F-35C не зміг зачепити троси аерофінішера) є серйозні конструктивні прорахунки, а саме — мала відстань між точкою дотику гака і основними стійками шасі. Під час пізніших випробувань було здійснено не менше 3 вдалих зачепів (3 на початок листопада 2011), проте очевидно, що без внесення серйозних змін у конструкцію, літак не здатен до надійної посадки на авіаносець. Як найбільш вірогідне рішення, на цей момент, обговорюється використання подовженого телескопічного гака, але в такому випадку технологічно важко буде забезпечити необхідну міцність.
Коментарі представників корпорації Lockheed Martin з цього питання були опубліковані 17 січня на новинному ресурсі Defense News [Архівовано 22 лютого 2011 у wayback.archive-it.org]. Керівник програми, Том Бербедж підтвердив серйозні труднощі, що виникли під час випробувань 2011 року, але категорично відкинув заяви, що «F-35C ніколи не зможе сісти на авіаносець», заявивши, що це «очевидно не відповідає дійсності». За його словами, проблема виникла через серйозні вимоги щодо зниження помітності в радіолокаційному діапазоні — гальмівний гак був навмисно спроєктований компактним, щоб повністю забиратися в свій відсік, який не повинен сильно виділятися в хвостовій частині літака. Бербедж заявив, що в конструкцію гака вже вносяться необхідні зміни і нова система повинна буде готова до установки на літаки та випробувань у другому кварталі 2012 року, окремо відзначивши, що дані зміни не лише не потребують серйозної зміни конструкції F-35C в цілому (про неминучість яких говорилося в статті на ресурсі f-16.net [Архівовано 17 травня 2008 у Wayback Machine.]), але і не торкнуться конструкції відсіку гальмівної системи.

### Випробування на авіаносних кораблях
3 жовтня 2011 F-35B (б/н BF-2) під керуванням підполковника Корпуса Морської піхоти Фреда Шенка вперше здійснив посадку на розташований у морі універсальний десантний корабель USS Wasp.
Того ж дня було виконано кілька злетів та посадок на палубу, а в цілому за перші два дні — 6 злетів та посадок, не рахуючи ще однієї посадки при прибутті на корабель.
Другий літак, б/н BF-4, приєднався до випробувань 6 жовтня.
21 жовтня 2011 перший з трьох запланованих раундів морських випробувань модифікації F-35B був успішно завершений. В цілому було здійснено 72 злетів і посадок на корабель. Наступного разу F-35B повинен повернутися на палубу 2013 року, під час серії випробувань DT-2.
29 вересня 2018 року вперше відбулось приземлення та злети літаків F-35B з палуби авіаносця HMS Queen Elizabeth (R08). У перший день випробувань взяло участь два літака пілотованих британськими пілотами.

### Вартість експлуатації
Оціночна довгострокова вартість експлуатації 2443 літаків F-35, за даними аналітичної групи при Міністерстві Оборони США, переданих до Конгресу 15 квітня 2011 року, протягом 30 років при нальоті в 8000 год. на кожний літак, з урахуванням інфляції, може перевищити $1 трлн (раніше, 2009 року вона оцінювалася в $915 млрд). Година польоту F-35 обійдеться в $30,7 тис, що можна порівняти з аналогічним показником винищувача четвертого покоління F-15.
Вартість експлуатації F-35 вища, ніж у деяких старіших тактичних літаків ВПС США. У 2018 фінансовому році вартість години польоту для F-35A становила $44,000, яку знизили до $35,000 у 2019 році. Для порівняння, у 2015 році вартість години польоту для A-10 становила $17,716; для F-15C — $41,921; і для F-16C — $22,514. Lockheed Martin сподівається знизити її до $25,000 до 2025 року за допомогою логістики, заснованої на продуктивності, та інших заходів.

## Бойове застосування
22 травня 2018 року командувач повітряними силами Ізраїлю генерал-майор Амікам Норкін повідомив про те, що Ізраїль вже використовує наявні F-35I (літаки мають позначення Adir) для виконання бойових завдань. Жодних додаткових подробиць ним представлено не було. Імовірно, літаки могли бути використані для завдання ракетно-бомбових ударів по об'єктах в Сирії після того, як ізраїльський F-16I Sufa був збитий ракетою комплексу С-200 сирійських ППО 10 лютого 2018 року.
27 вересня 2018 року вперше в бойових умовах F-35 застосували ВПС США. Цього дня літаки F-35B, що піднялися з палуби універсального десантного корабля типу «Восп» ВМС США USS Essex, який перебував у Перській затоці, завдали бомбового удару по позиціях бойовиків Талібану в афганській провінції Кандагар.
Точна кількість літаків, що брали участь в ударі офіційно повідомлена не була. Однак, відомо, що пара F-35B перед поверненням на палубу авіаносця зробили посадку на авіабазі Кандагар (англ. Kandahar Air Field, KAF).
На поширених фотографіях приготувань до першого бойового вильоту було видно бомби GBU-32 1000-lb JDAM (англ. Joint Direct Attack Munitions) прикріплені під відсіком для зброї. А на одному з пари літаків, що приземлились на авіабазі Кандагар, було видно автоматичну гармату у зовнішньому підвісному модулі.
На обидва літаки було встановлено спеціальні радарні рефлектори — лінзи Люнеберга, які збільшують ЕПР та спотворюють радіолокаторну сигнатуру літака.
6 березня 2022 року Армія оборони Ізраїлю заявила, що 15 березня 2021 року F-35I збили два іранські безпілотники, які несли зброю до Сектора Гази. Це було перше бойове збиття та перехоплення, здійснене F-35. Вони також використовувалися у війні між Ізраїлем і ХАМАС.
В жовтні 2023 року під час війни між Ізраїлем та ХАМАСом ізраїльський F-35I вперше перехопив та знищив крилату ракету запущену Хуситами з території Ємену. Імовірно, крилата ракета була знищена ракетою AIM-9X Sidewinder.

## Льотно-технічні характеристики

Схема F-35 в 3 проекціях (F-35A CTOL)

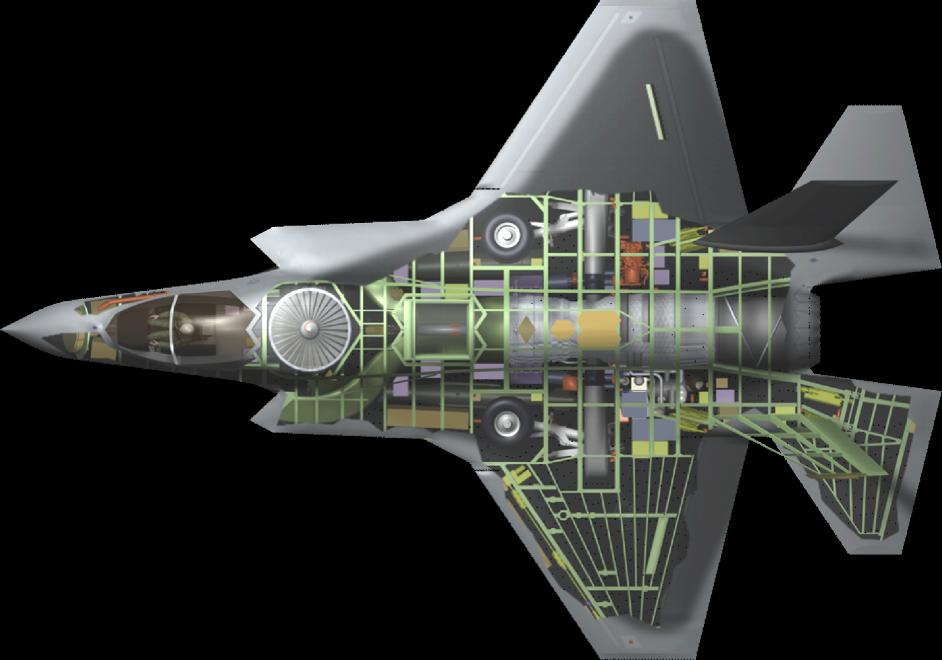
F-35B в розрізі

Джерела

### Технічні характеристики
- Екіпаж: 1 особа
- Довжина:
  - F-35A: 15,57 м[124]
  - F-35B: 15,57 м[125]
  - F-35C: 15,67 м[125]
- Розмах крила:
  - F-35A: 10,67 м
  - F-35B: 10,67 м
  - F-35C: 13,11 м
- Висота:
  - F-35A: 4,38 м
  - F-35B: 4,36 м
  - F-35C: 4,48 м
- Площа крила:
  - F-35A: 42,7 м²
  - F-35B: 42,7 м²
  - F-35C: 58,3 м²[125]
- Маса:
  - пустого:
    - F-35A: 13290 кг
    - F-35B: 14650 кг
    - F-35C: 15785 кг

  - нормальна злітна маса:
    - F-35A: 24350 кг
    - F-35B: 22240 кг
    - F-35C: 25896 кг

  - максимальна злітна маса:
    - F-35A: близько 29100 кг[125]
    - F-35B: близько 27215 кг[125]
    - F-35C: близько 30320 кг[125]

  - маса палива:
    - F-35A: 8278 кг
    - F-35B: 6125 кг
    - F-35C: 8960 кг
- Двигун:
  - тип двигуна: турбореактивний двоконтурний з форсажною камерою
  - модель: «Pratt & Whitney F135-100/400/600» (для F-35A, F-35B і F-35C відповідно)
  - тяга:
    - максимальна: 1 × 13 000 кгс
    - на форсажі: 1 × 19 500 кгс (демонструвалася робота двигуна з тягою до 22700 кгс)

### Льотні характеристики
- Максимальна швидкість: близько 1900 км/год (близько 1200 миль на годину або М=1,6 з повним озброєнням у внутрішніх відсіках) М=1,2 без включення форсажної камери[126]
- Крейсерська швидкість: 850 км/год (М=0,8)
- Дальність польоту:
  - максимальна:
    - F-35A: 2200 км
    - F-35B: 1670 км
    - F-35C: 2520 км
- Бойовий радіус дії без ППБ і дозаправки в повітрі[127]
  -     - F-35A: 1080 км
    - F-35B: 865 км
    - F-35C: 1140 км
- Тривалість польоту: 2,6 год
- Практична стеля: 18200 м
- Максимальна експлуатаційна перевантаження:
  - F-35A: +9 G
  - F-35B: +7 G
  - F-35C: +7,5 G
- Навантаження на крило:
  - при нормальній злітній масі:
    - F-35A: 569 кг/м²
    - F-35B: 520 кг/м²
    - F-35C: 606 кг/м²

  - при максимальній злітній масі:
    - F-35A: 744 кг/м²
    - F-35B: 632 кг/м²
    - F-35C: 744 кг/м²
- Тягооснащеність:
  - при бойовій масі (50 % палива) :
    - F-35A: 1,07
    - F-35B: 1,04
    - F-35C: 0,91

  - при нормальній злітній масі:
    - F-35A: 0,74
    - F-35B: 0,81
    - F-35C: 0,70

  - при максимальній злітній масі:
    - F-35A: 0,57
    - F-35B: 0,67
    - F-35C: 0,57

### Озброєння
- Гарматне:
  - F-35A: 1 × 25-мм вбудована авіаційна чотириствольна гармата General Dynamics GAU-22/A Equalizer зі 180 снарядами[62][63][64]
  - F-35B: 1 × 25-мм авіаційна гармата General Dynamics GAU-22/A Equalizer в підвісному контейнері з 220 снарядами[62][63][64]
  - F-35C: 1 × 25-мм авіаційна гармата General Dynamics GAU-22/A Equalizer в підвісному контейнері з 220 снарядами[62][63][64]
- Бойове навантаження:
  - F-35A: >9100 кг[125]
  - F-35B: >9100 кг[125]
  - F-35C: >9100 кг[125]
- Точки підвіски:
  - внутрішніх: 4
  - зовнішніх: 6
- Ракетне озброєння:
  - Ракети «повітря — повітря»: AIM-120 AMRAAM, AIM-132 ASRAAM, AIM-9X Sidewinder, IRIS-T
  - Ракети «повітря — поверхня»: AGM-88G AARGM-ER, AGM-158 JASSM, AGM-179 JAGM
  - Протикорабельні ракети: AGM-158C LRASM
- Бомби:
  - Сімейство Paveway та JDAM
  - Високоточні крилаті бомби
    - AGM-154 Joint Standoff Weapon (JSOW)
    - GBU-39 Small Diameter Bomb
    - GBU-53/B StormBreaker

  - B61 mod 12 ядерна бомба[128]

### Авіоніка
- AN/APG-81 або AN/APG-85 (Lot 17) АФАР радар[129][130]
- AN/AAQ-40 Електрооптична система прицілювання[131]
- AN/AAQ-37 Електрооптична система розподіленої апертури[132]
- AN/ASQ-239 Barracuda комплект РЕБ[133]
- AN/ASQ-242 CNI набір

### Двигун
F-135 від Pratt & Whitney, виготовлений на базі F-119 для F-22. 3-ступінчастий КНТ з лопатками виконаний суцільнолитим способом, 6-ступінчастий КВТ, камера згоряння запозичені у F-119, температура перед турбіною становить 1654 °C, це досягнуто завдяки системам охолодження та сплавам з кобальту, турбіна високого тиску одноступенева, розроблена на базі F-119, з подвоєним охолодженням, частота обертання 15 000 обертів за хвилину, турбіна низького тиску 2-ступінчаста, далі форсажна камера з радар-блокерами.
Двигун має безфорсажну тягу 13 000 кгс, на форсажі 19 500 кгс, ресурс різних деталей становить від 1500 до 4000 годин.
Габарити:
- Довжина — 5,59 м;
- Діаметр — 1,29 м;
- Маса — 2450 кг.

Окрім Pratt & Whitney складання F-135 та його подальше обслуговування заплановано у Фінляндії де 14 березня 2025 року заклали перший камінь майбутнього підприємства.

## Аварії та катастрофи
27 жовтня 2016 року через коротке замикання на борту F-35B Морської піхоти США сталась пожежа. Пілоту вдалось посадити літак, але в червні 2018 року було ухвалене рішення не відновлювати літак через те, що витрати не виправдовують себе. Таким чином, цей літак став першим втраченим F-35 корпусом морської піхоти США. Офіційно про втрату повідомлено не було, оскільки залишилось не вирішеним питання про подальшу долю літака: передачу до музею чи до навчального центру.
22 серпня 2018 року на борту F-35A Lightning II зі складу 58-ї винищувальної ескадрильї сталась аварія під час польоту. Пілот вирішив терміново здійснити аварійну посадку. Приземлення на авіабазі Еглін відбулось нормально, але вже після зупинки літака передня стійка шасі зламалась та літак впав на носову частину. Пілот не постраждав.
На початку вересня 2018 року під час відпрацювання дозаправлення в повітрі над Атлантичним океаном стався інцидент. Літак F-35C ВМС США, який дозаправлявся, зазнав ушкоджень категорії «А», а F/A-18F Super Hornet, який служив повітряним танкером — категорії «C». Обидва літака належали до авіакрила авіаносця USS Abraham Lincoln (CVN-72) та змогли повернутись на палубу. Уривки від паливного шлангу потрапили до двигуна F-35C, де і пошкодили його.
29 вересня 2018 року у штаті Південна Кароліна (США) зазнав аварії винищувач F-35B корпусу морської піхоти США. Літак впав на безлюдний острів неподалік військової бази Beaufort, де знаходиться 501-а навчальна ескадрилья на озброєнні якої знаходиться 20 літаків F-35B. Пілот катапультувався, жертв та руйнувань унаслідок цього інциденту немає.
Розслідування показало, що причиною аварії стала несправність трубки в системі двигуна. В США та Ізраїлі були припинені польоти F-35 до перевірки та усунення несправності.
29 вересня 2020 року в США під час дозаправлення у повітрі сталась аварія винищувача F-35B ВМС США та літака-заправника KC-130J. У результаті зіткнення винищувач F-35B впав, льотчику вдалось катапультуватися, його було доправлено до лікувального закладу. Літак-дозаправник KC-130J здійснив екстрену посадку та викотився за межі посадкової смуги.
12 березня 2021 року, під час навчального польоту з відпрацюванням повітряної підтримки вночі, стався інцидент з F-35B зі складу випробувальної ескадрильї на полігоні Юма (штат Аризона) — одразу після виходу зі ствола гармати GAU-22 встановленої у підвісний контейнер вибухнув 25-мм снаряд PGU-32/U Semi-Armor Piercing High Explosive Incendiary-Tracer (SAPHEI-T). Літак зміг здійснити приземлення, минулось без поранених чи постраждалих. Літак отримав ушкодження класу А, тобто ремонт може коштувати не менше $2,5 млн або ж є ризик втрати борту.
17 листопада 2021 року, о 10:00 за Ґрінвічем, британський винищувач F-35 впав у море під час планової операції в Середземному морі над міжнародними водами. Пілот катапультувався і благополучно повернувся на авіаносець Королівського флоту HMS Queen Elizabeth. На авіаносці було розміщено вісім винищувачів F-35 Великої Британії та 12 морської піхоти США
.
24 січня 2022 року літак F-35C зі складу 147-ї винищувально-бомбардувальної ескадрильї VFA-147 авіації ВМС США зазнав удару під час приземлення на борт американського атомного авіаносця CVN-70 і впав за борт у Південно-Китайському морі, поранивши семеро членів екіпажу. Пілот катапультувався і його підняли з води гелікоптером. 2 березня 2022 року літак було піднято з глибини приблизно 3 780 м (12 400 футів) за допомогою дистанційно керованого транспортного засобу (ROV).
20 жовтня 2022 року, о 03:15 EET (18:15 — за місцевим часом), на авіабазі Гілл у штаті Юті розбився американський винищувач F-35A Lightning II. Літак належав 388-му винищувальному крилу, представники якого підтвердили аварію, що сталася на краю злітно-посадкової смуги; льотчик зміг катапультуватися.
15 грудня 2022 року, близько 10:15, на авіабазі «Форт-Верт» (Техас) ВМС США під час приземлення літак впав на ЗПС з невеликої висоти, пілот катапультувався. Літак, який ще не був переданий військовим, відпрацьовував вертикальний зліт і посадку поруч із заводом компанії Lockheed Martin.
17 вересня 2023 року F-35B зазнав аварії після того, як пілот катапультувався зі свого літака над Північним Чарлстоном, Південна Кароліна, через інцидент під час тренувального польоту з MCAS Beaufort. Хоча пілот не постраждав, винищувач не могли знайти приблизно 30 годин. Уламки літака були знайдені ввечері 18 вересня 2023 року.
28 травня 2024 року, о 13:48 (за місцевим часом), експериментальний F-35B зазнав аварії невдовзі після зльоту з авіабази Кіртленд у Нью-Мексико. Пілот катапультувався і, за повідомленнями, зазнав травм.

## Оператори

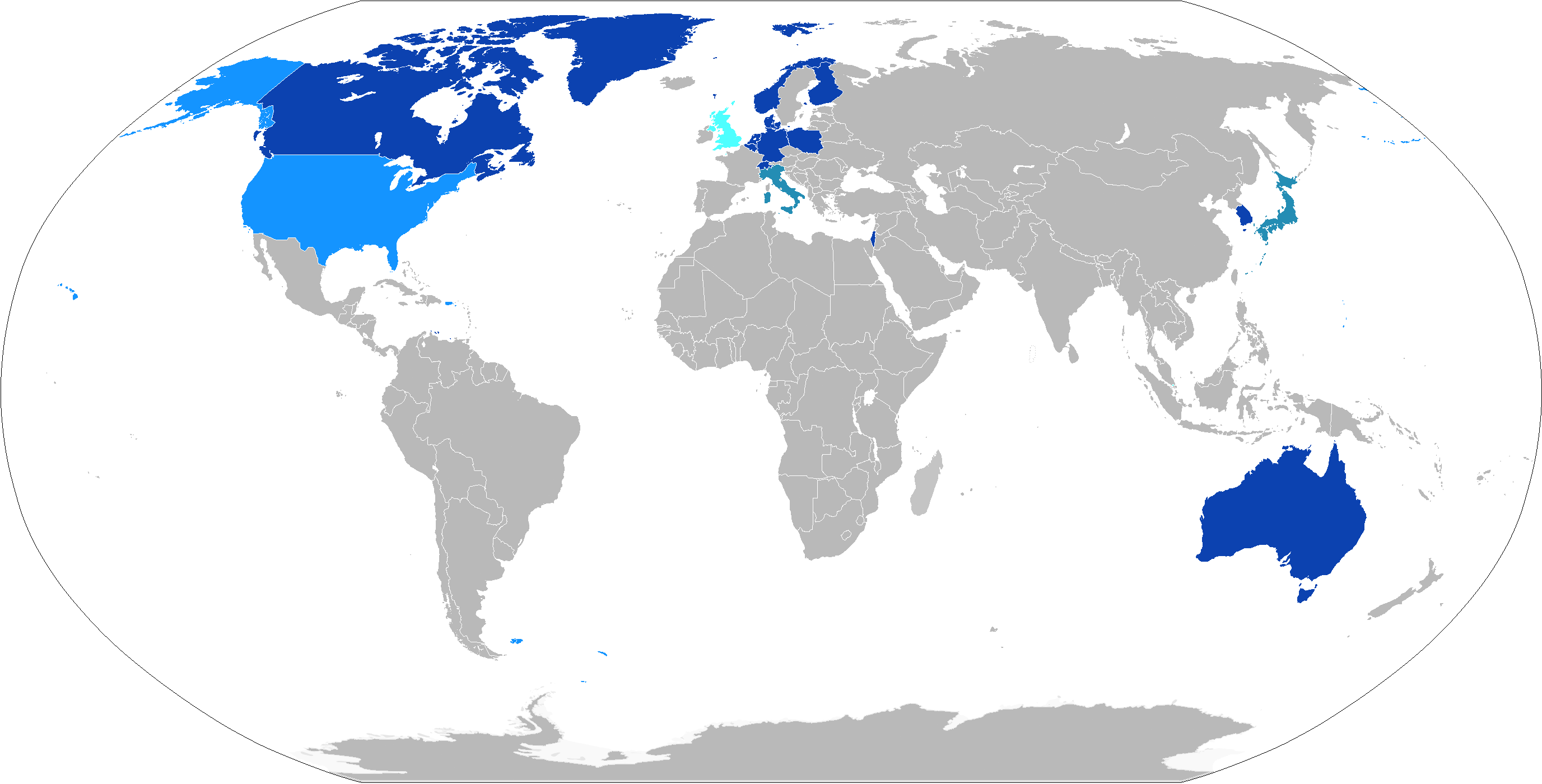
оператори F-35A
оператори F-35B
оператори F-35A та F-35B
оператори F-35A, F35-B та F-35C

### F-35A
Австралія
- Повітряні сили Австралії — 41 отримано, 72 замовлено, можливе придбання ще 28 літаків[155][156][157][158]

Уряд Австралії ухвалив рішення схвалити придбання першої партії з 14 винищувачів F-35 Lightnings II у листопаді 2009 року. Вони замінять літаки F/A-18A/B Hornet, які планується зняти з озброєння до 2022 року.
 Бельгія
- В жовтні 2018 року уряд Бельгії ухвалив рішення замінити наявний парк з 54 літаків F-16 на 34 одиниці F-35A. Приблизна вартість угоди — $4,14…6,5 млрд. У тендері також брала участь спільна пропозиція урядів Іспанії, Італії, Німеччини, та Великої Британії з літаками Eurofighter Typhoon[159]. Начебто вирішальним чинником такого вибору стало бажання зберегти можливість використання ядерних бомб B-61. F-35A був єдиним літаком серед запропонованих варіантів, здатним скидати ці бомби[160].

 Польща
- Повітряні сили Польщі ー 29 травня 2019 року Польща надіслала запит на закупку 32 літаків F-35A Lightning II для заміни радянських Міг-29 і Су-22[161]. Контракт укладено в 2020 році на 32 літаки F-35 варіанту TR-3 Block 4. Побудовано 2 шт. які мають бути передані у 2026 році.[162]

 Данія

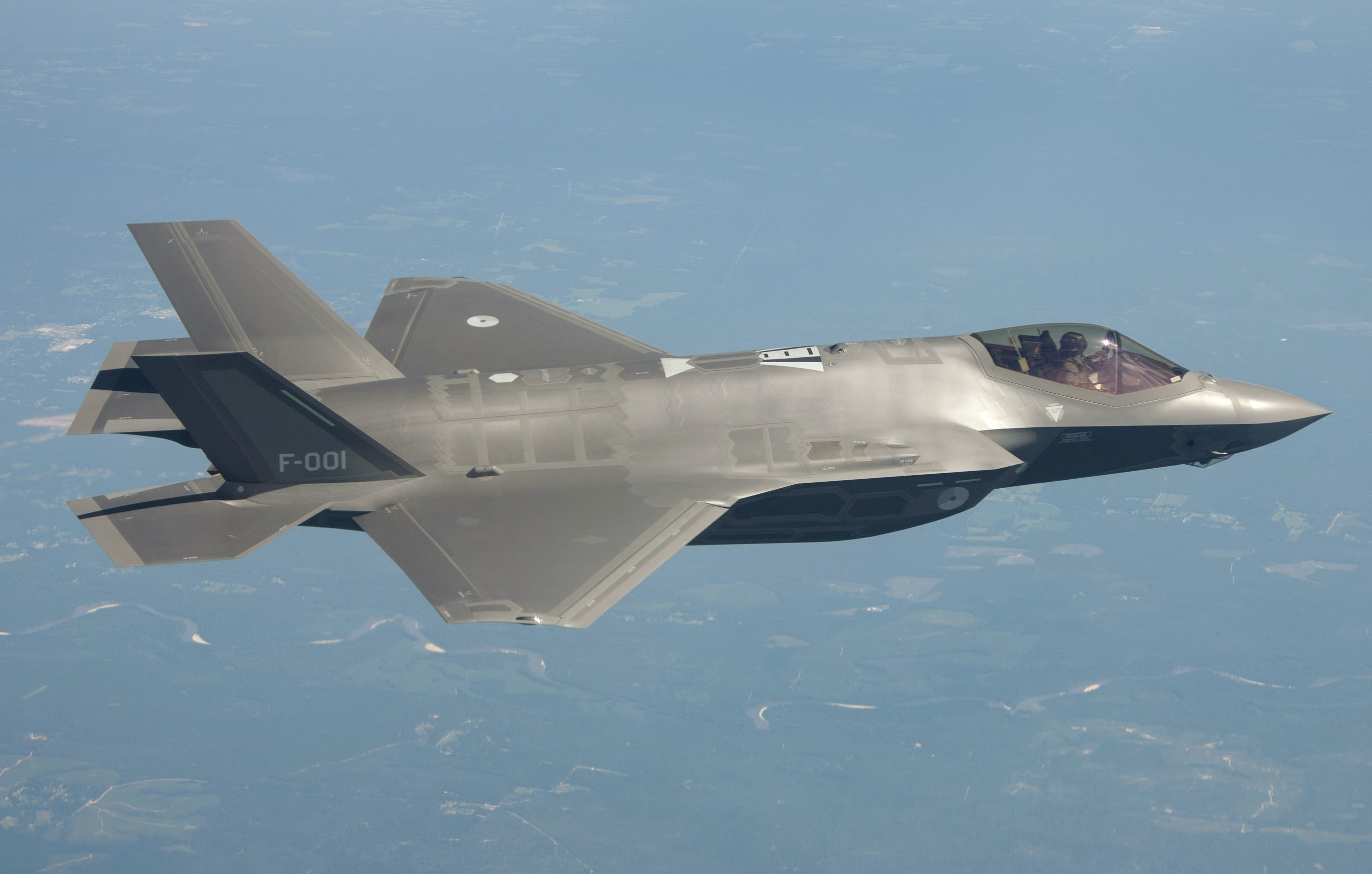
Нідерландський F-35A в липні 2013 року

- Королівські повітряні сили Данії — в планах придбати 27 одиниць[163]

 Ізраїль
- Повітряні сили Ізраїлю — 12 отримано (9 в строю) (F-35I)[164]. Всього замовлено 50 літаків з числа 75 запланованих на найближче майбутнє[165][166].
  - 140-а ескадрилья[167][168][169][170]
- У вересні 2023 року країна замовила 25 нових літаків[171].

 Італія
- Повітряні сили Італії — 8 в строю та 1 на етапі отримання, іще 2 замовлено, та 17 мають бути отримані до 2019;[172] up to 60 total planned[173].
  - 32º Stormo

 Японія
- Повітряні сили Японії — 18 в строю, 42 заплановані[174] 38 з яких повинні бути побудовані Mitsubishi[175][176]. В 2018 році замовили ще 100 одиниць, вартість угоди оцінюється в один трильйон йєн, що близько $8,8 млрд[177]. 9 липня 2020 року було повідомлено про те, що Держдеп США погодив продаж Японії ще 63 літаків модифікації F-35A[178]. Загалом Японія планує придбати 105 винищувачів у модифікації F-35A. Станом на липень 2020 року Японія вже отримала 18 літаків F-35A, якими планує замінити застарілі винищувачі F-4 Phantom.

 Нідерланди
- Королівські повітряні сили Нідерландів — 2 на випробуваннях, 8 замовлено, в планах іще 27 літаків[179][180]
  - 323 Squadron[181]

 Норвегія
- Королівські повітряні сили Норвегії — 7 літаків знаходяться в США для навчання норвезьких пілотів, 3 літака знаходяться в Норвегії для випробувань та інтеграції з рештою систем. Всього в планах отримати іще 45 літаків[182]

 Південна Корея
- Повітряні сили Республіки Корея — отримано 1[183], замовлено 40[184]. Ще 20 були замовлені в грудні 2017 року[185].

 Туреччина
- Повітряні сили Туреччини — отримано 2[186] із 30 замовлених,[187] в планах було придбати всього 120 літаків[188][189][190][191][192]
Проте обидва передані літаки знаходяться (станом на 2018 рік) на території США. На тлі погіршення американо-турецьких відносин у серпні 2018 року було накладено мораторій на передачу літаків F-35 Туреччині. Також міністерство оборони США повинно розробити плани з поступового виведення турецьких компаній з участі в програмі зі створення цього літака 5-го покоління. Всього у ній брало участь 10 турецьких підприємств, а інвестиції з боку Туреччини дорівнювали близько $1 млрд[193].
17 червня 2019 року адміністрація Президента США повідомила про припинення участі Туреччини в програмі F-35, і що Туреччина не отримає цих літаків. Навчання турецьких пілотів було припинено ще в червні. Останньою краплею стало отримання Туреччиною російських ЗРК С-400 «Тріумф»[194].

 США
- Повітряні сили США — в планах 1763[179][195]
  - 33d Fighter Wing[en] Командування освіти та тренувань Повітряних сил США — авіабаза Еглін, Флорида
    - 58th Fighter Squadron[en][196]

  - 53d Wing[en], Бойове командування Повітряних сил США — авіабаза Еглін, Флорида
    - 31st Test and Evaluation Squadron[en] — Авіабаза Едвардс, Каліфорнія (53d Test and Evaluation Group[en])[197]
    - 422d Test and Evaluation Squadron[en] — Авіабаза Нелліс, Невада (53d Test and Evaluation Group[en])[198]

  - 56th Fighter Wing[en] Командування освіти та тренувань Повітряних сил США — Luke AFB[en], Аризона
    - 61st Fighter Squadron[en][199]
    - 62d Fighter Squadron[en][200]
    - 63d Fighter Squadron[en][201]

  - 388th Fighter Wing[en] Бойове командування Повітряних сил США — Hill AFB, Юта
    - 4th Fighter Squadron[en]
    - 34th Fighter Squadron[en][202]
    - 421st Fighter Squadron[en]

  - 412th Test Wing[en] AMC[en] — Авіабаза Едвардс, Каліфорнія
    - 461st Flight Test Squadron[en][203]

  - 419th Fighter Wing[en] Резерв Повітряних сил США — Hill AFB, Utah
    - 466th Fighter Squadron[en]

 Канада
- Повітряні сили Канади — підписано угоду про придбання 88 винищувачів F-35A за 14,2 млрд дол. США. Перші поставки очікуються у 2026 році, а повна оперативна спроможність між 2032 та 2034 роками[204].

### F-35B
Італія
- Повітряні сили Італії — у планах 15[179][205]
- Військово-морські сили Італії — у планах 15[205] з них 1 вже отриманий, іще 4 літаки мають бути отримані до 2019 року[206].

 Туреччина
- Військово-морські сили Туреччини — у планах 32[207]

 Велика Британія
- 15 отримано, 9 літаків знаходяться у Великій Британії з 2018 року[208] решта знаходяться в США, де вони служать для випробувань та навчання[209]. 42 (24 FOC fighters та 18 тренувальних) будуть поставлені до 2023 року;[210][211] 138 F-35B total planned[212][213]
- Повітряні сили Великої Британії
  - 17 Squadron (для випробування)[214][215]
  - 207 Squadron (Operational Conversion Unit)[215][216]
  - 617 Squadron[215] — 9 отримано[208]
  - Unspecified squadron[215]
- Військово-морські сили Великої Британії
  - 809 Naval Air Squadron[210][215][217]
  - Unspecified squadron[215]

 США
- Корпус морської піхоти США — у планах 340[218][219][220]
  - VMX-1 — авіабаза Едвардс, Каліфорнія[221]
  - VMFA-121 — MCAS Iwakuni, Японія[222]
  - VMFA-122 — MCAS Yuma, Аризона
  - VMFA-211 — MCAS Yuma, Аризона[223]
  - VMFAT-501 — MCAS Beaufort, Південна Кароліна[224]
- Сінгапур
  - В січні 2020 року Державний департамент США погодив продаж Сингапуру 12 літаків F-35B з укороченим злетом і вертикальним приземленням (STOVL) та пов'язаного обладнання на суму $2,75 млрд.
Уряд Сингапуру надіслав запит на придбання до 12 літаків F-35B STOVL (за схемою — 4 літаки з можливістю придбання додаткових восьми); до 13 двигунів Pratt & Whitney F135 (один з них на запасні частини); систем електронної протидії (РЕБ); систем управління, контролю, зв'язку, навігації та ідентифікації (C4I / CNI); автономної логістичної системи глобальної підтримки (ALGS); автономної логістичної інформаційної системи (ALIS); тренажеру F-35. Це повідомлення про потенційний продаж вимагається американським законодавством і ще не означає, що фактичний продаж відбувся чи відбудеться[225].
- Японія
- 9 липня 2020 року Держдепартамент США погодив продаж Японії 42 винищувачі короткого злету та посадки F-35B для несення служби на кораблях[178].

### F-35C
США
- Корпус морської піхоти США — у планах 80[179][195]
  - VFA-101[en] — авіабаза Еглін, Флорида
- Військово-морські сили США — у планах 260[179][195][226]
  - VX-9[en] — авіабаза Едвардс, Каліфорнія[227]
  - VX-23[en] — NAS Patuxent River[en], Меріленд[228]
  - VFA-101[en] — авіабаза Еглін, Флорида[229]
  - VFA-125[en] — NAS Lemoore[en], Каліфорнія[230]

### За країнами

#### Колишні
Туреччина: 17 червня 2019 року адміністрація Президента США повідомила про припинення участі Туреччини в програмі F-35, і що Туреччина не отримає цих літаків. Навчання турецьких пілотів було припинено ще в червні. Останньою краплею стало отримання Туреччиною російських ЗРК С-400 «Тріумф».
Серед названих проблем, наявність новітніх ЗРК з потужними радарами та доступ російської обслуги протягом 5 років до них створює загрозу розкриття параметрів літака та зведення нанівець його «малопомітності».
При цьому, турецькі підприємства виготовляли близько 900 деталей за цією програмою, а пошук альтернативи коштуватиме Сполученим Штатам до $500–600 млн, та не матиме істотного впливу на перебіг програми.
21 липня 2020 року було ухвалено рішення, що Повітряні Сили США придбають вісім літаків F-35A, які були побудовані компанією Lockheed Martin для Туреччини. Перед передачею винищувачів корпорація Lockheed Martin модифікує літаки до стандарту, за яким вони постачаються Повітряним Силам США. Крім того, в рамках цього оновлення контракту ВПС США закупили ще шість додаткових винищувачів F-35А. Загальна вартість додаткового контракту на суму $862 млн, за рахунок бюджету на 2020 фінансовий рік.

### Можливі
- Фінляндія: Фінляндія оголосила про початок програми з пошуку нового винищувача наприкінці 2019 року. Очікується, що рішення за програмою HX Fighter Program орієнтовною вартістю €10 млрд буде прийнято до кінця 2021 року. Серед претендентів на заміну 64 фінських F/A-18, які мають списати до 2030 року, розглядаються американські винищувачі Boeing F/A-18 Super Hornet і Lockheed Martin F-35 Lightning II, а також французькі Dassault Rafale, шведські Saab Gripen та Eurofighter Typhoon. 9 жовтня 2020 року Агентство Міноборони США з питань співробітництва в галузі безпеки повідомило Конгрес США про те, що Державний департамент США погодив можливий продаж Фінляндії 64 літаків F-35 за $12,5 млрд, а також 58 F/A-18E/F Super Hornet і 14 EA-18G Growler орієнтовною вартістю $14,7 млрд[234].
- ОАЕ: в жовтні 2020 року Державний департамент США повідомив конгрес про схвалення можливого продажу ОАЕ 50 літаків F-35A Lightning II за $10,4 млрд[235].
- Україна: 11 березня 2021 року Командувач Повітряних Сил Збройних Сил України Сергій Дроздов заявив про намір отримати в майбутньому літаки F-35[236].
- Німеччина: В грудні 2022 року стало відомо що Німеччина виділила €10 млрд на купівлю 35 винищувачів F-35A Lightning II. Постачання за планом мають відбутися в період з 2026 по 2029 рік[237].
- Чехія: У жовтні 2022 року Чехія направила запит до США на пропозицію про постачання 24 літаків F-35[238].
- Індія: У лютому 2025 року, під час візиту прем’єр-міністра Нарендри Моді до США, президент Дональд Трамп запропонував Індії продаж F-35A.  Індія у серпні 2025 року повідомила США про відсутність зацікавленості в придбанні F-35A[239].

## Галерея

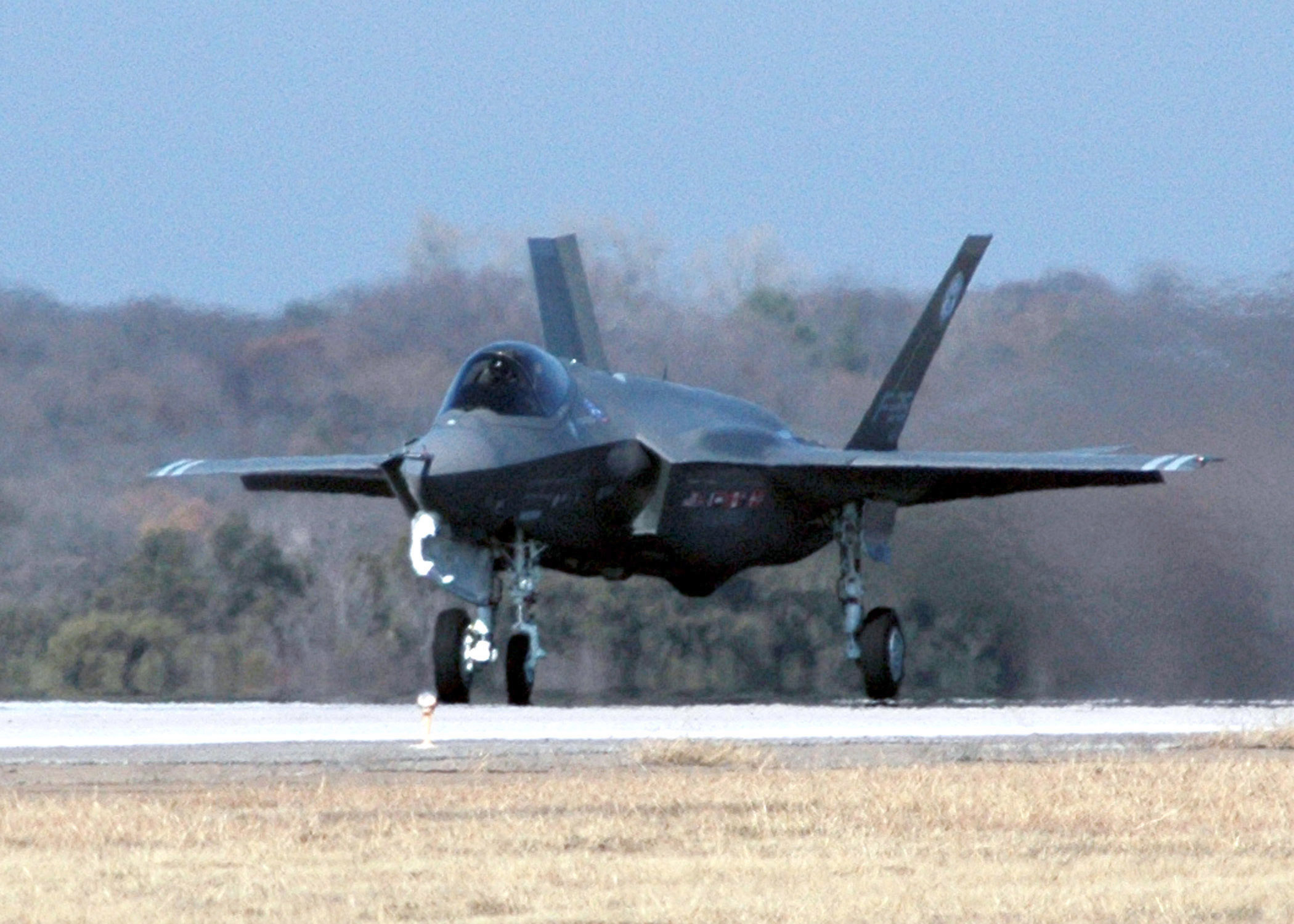
F-35, 15 грудня 2006
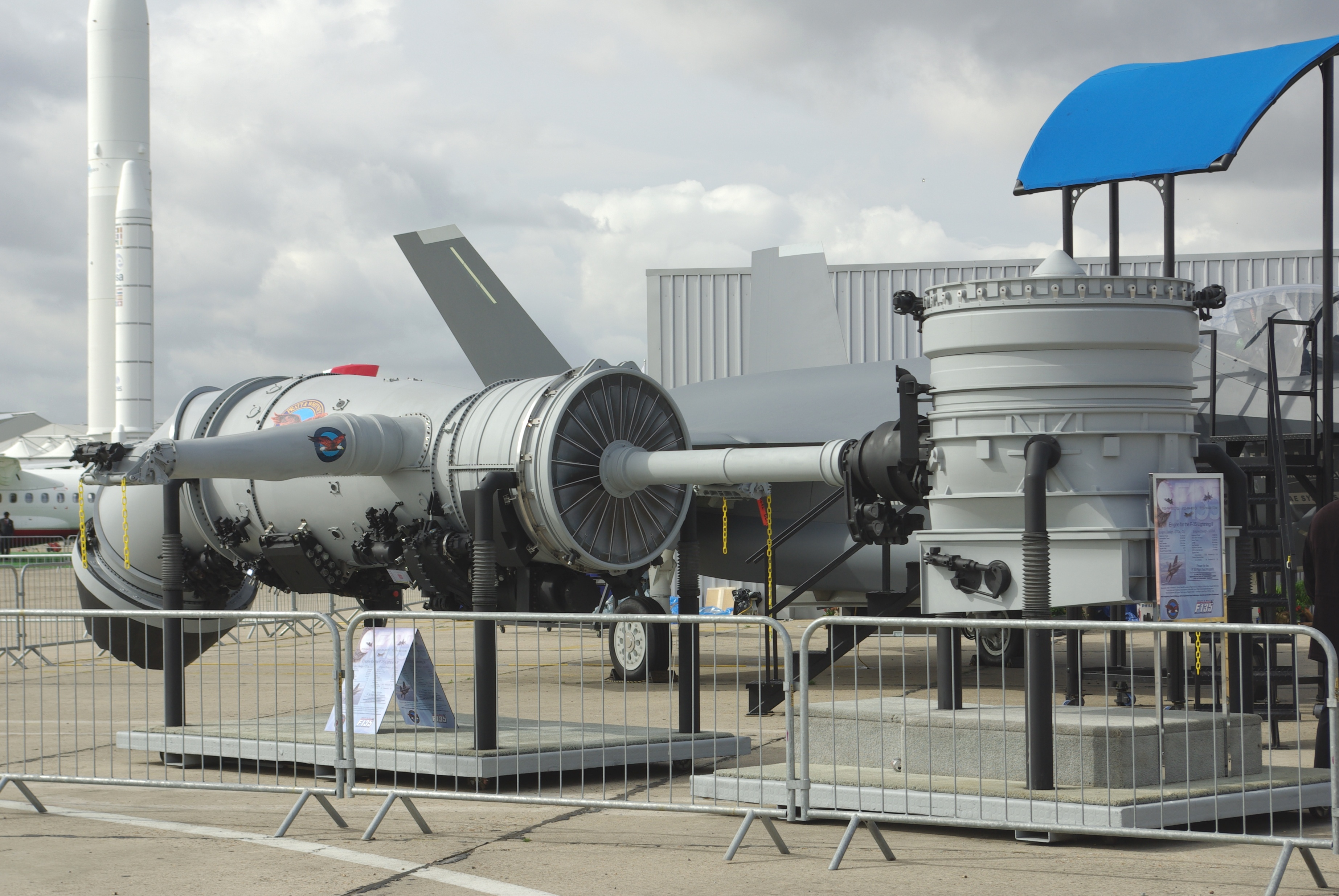
Підйомний вентилятор для вертикальної посадки F-35
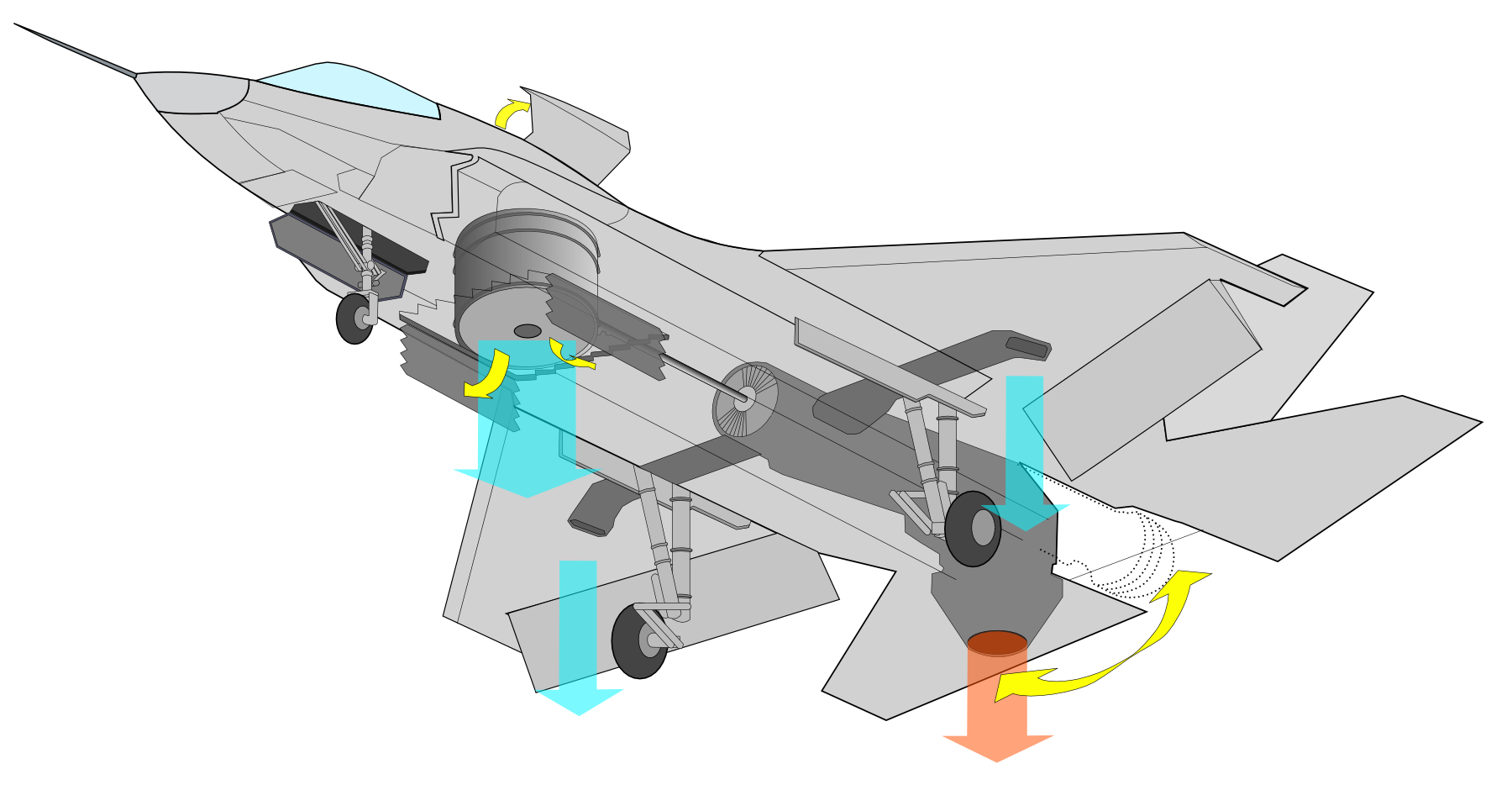
Схема роботи двигуна під час вертикальної посадки
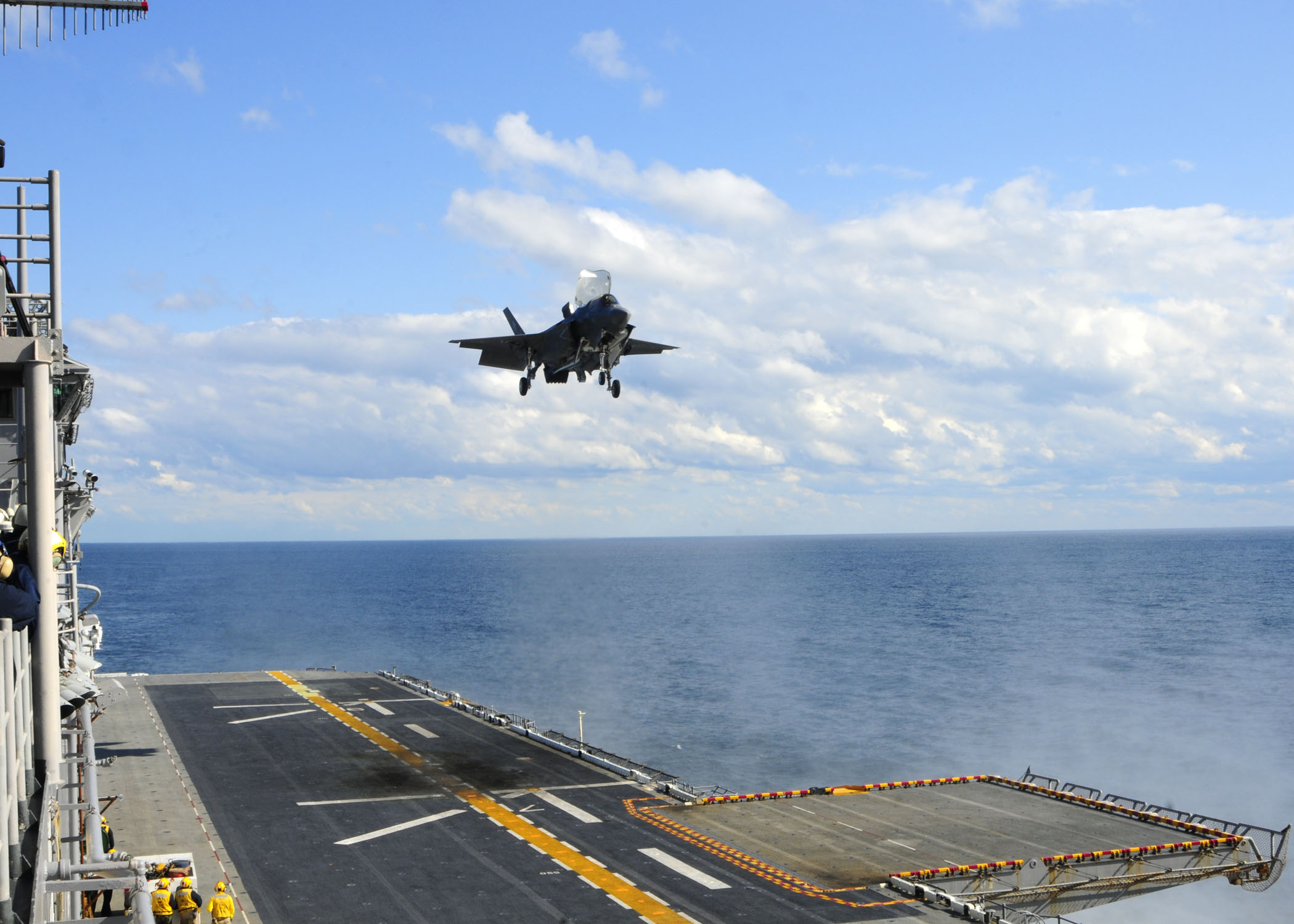
Вертикальна посадка F-35B на палубу УДК "Уосп"
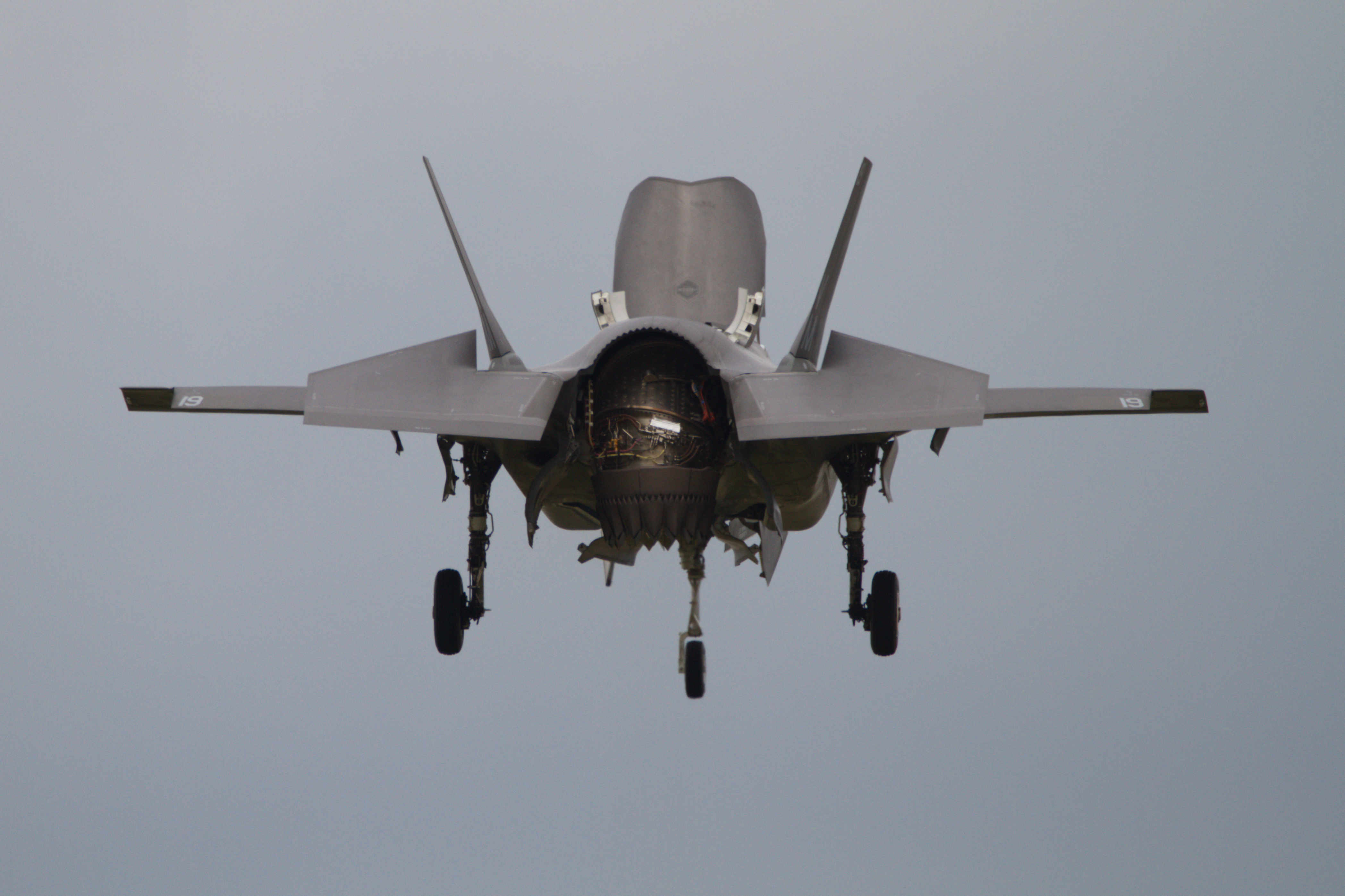
Вертикальна посадка F-35B, видно відхилене вниз сопло двигуна
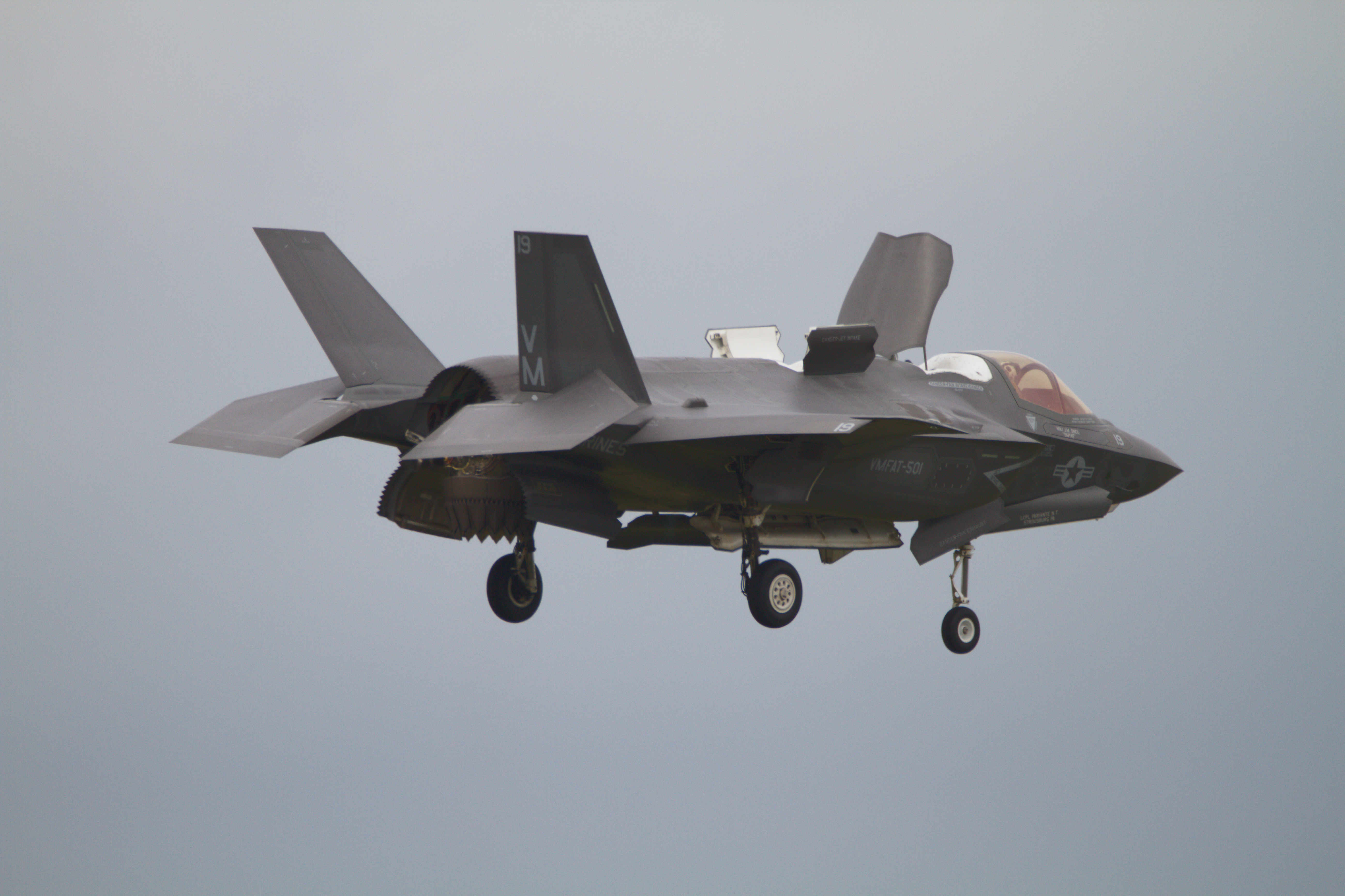
Вертикальна посадка F-35B, видно відхилене вниз сопло двигуна, позаду кабіни відкриті створки вентилятора
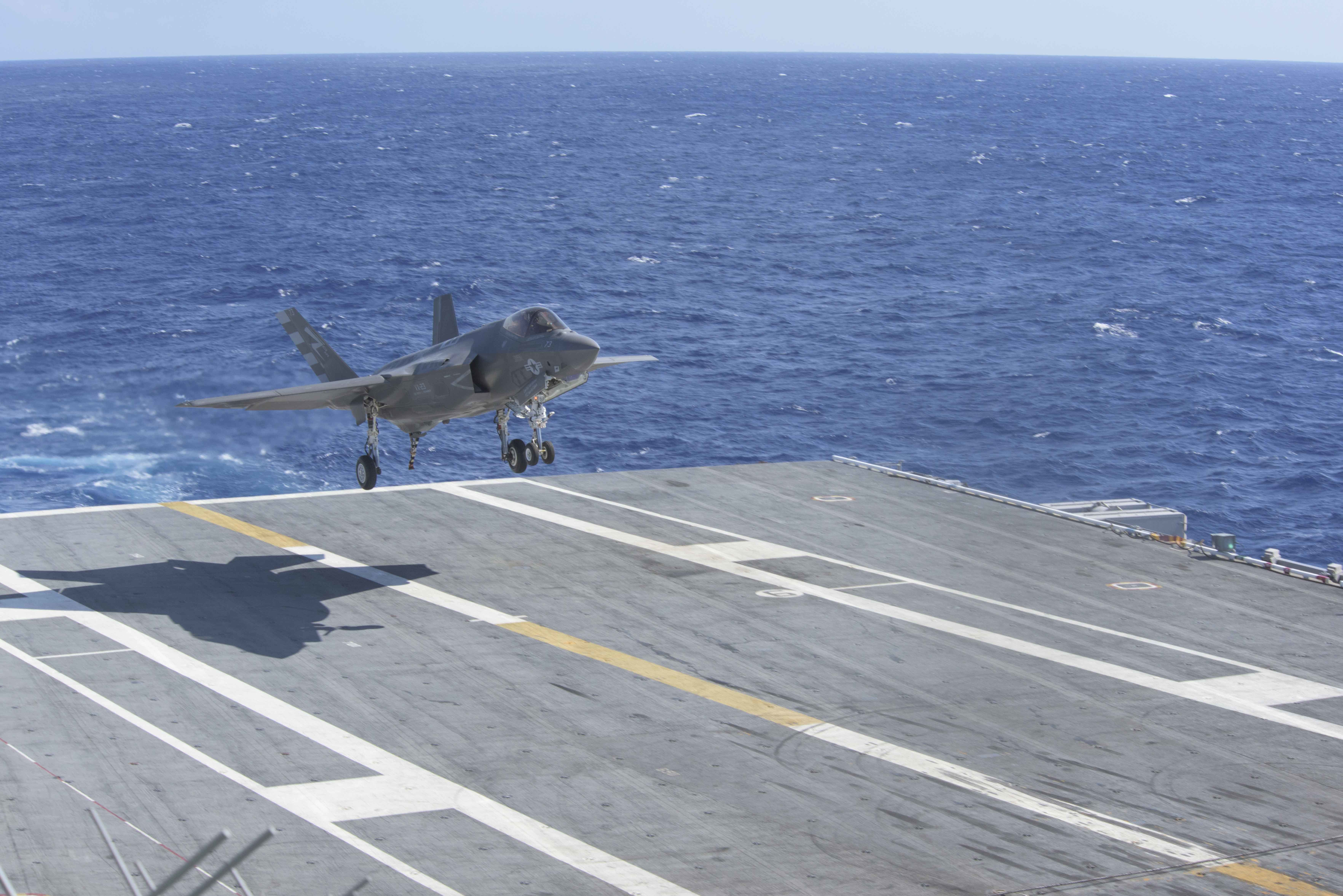
F-35C сідає на авіаносець USS Dwight D. Eisenhower, ззаду літака видно гальмівний гак, яким літак чіпляється за гальмівний трос на кораблі
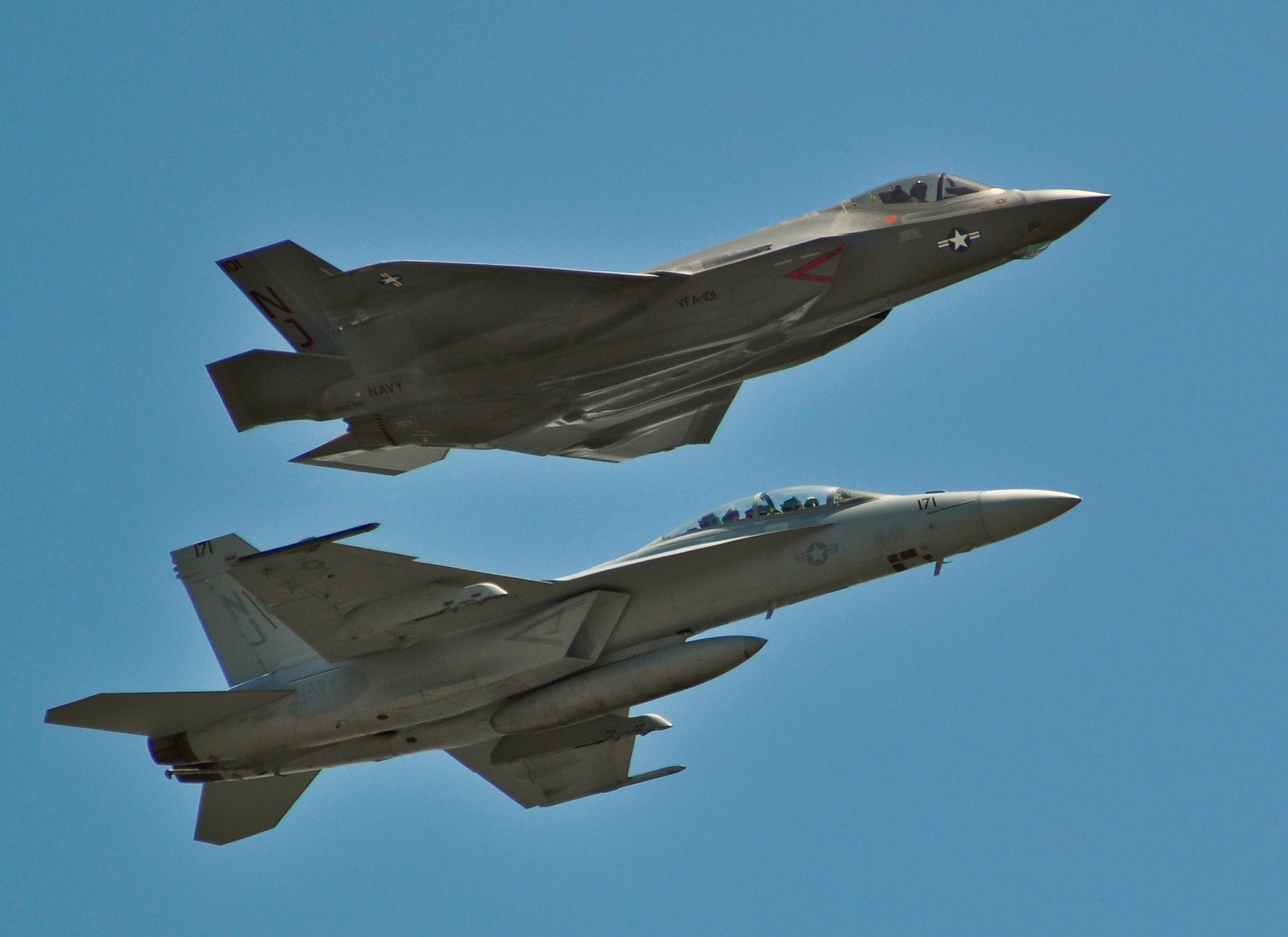
F-35C і F/A-18F Super Hornet
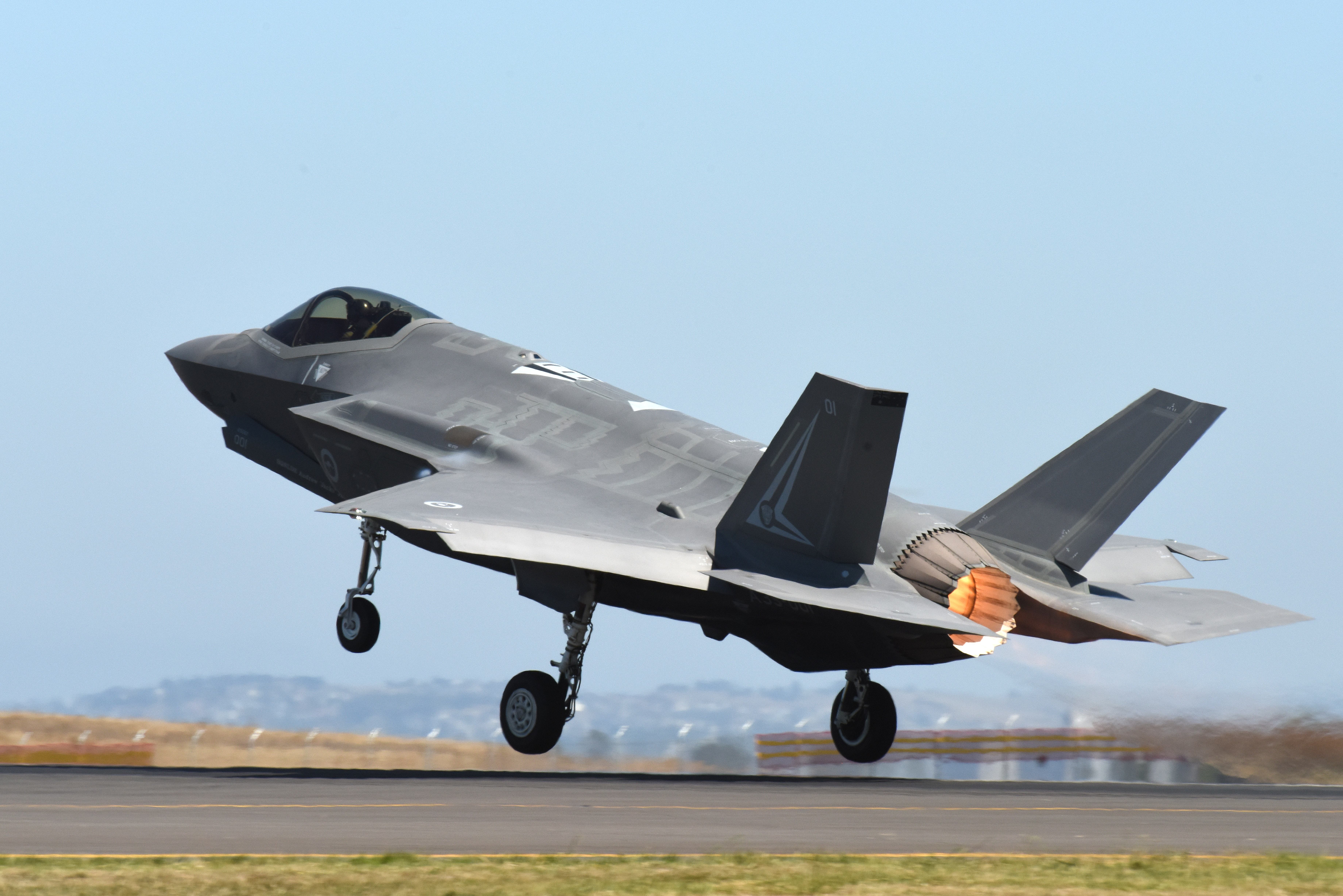
F-35А злітає із аеродрому в Австралії, Australian International Airshow-2017
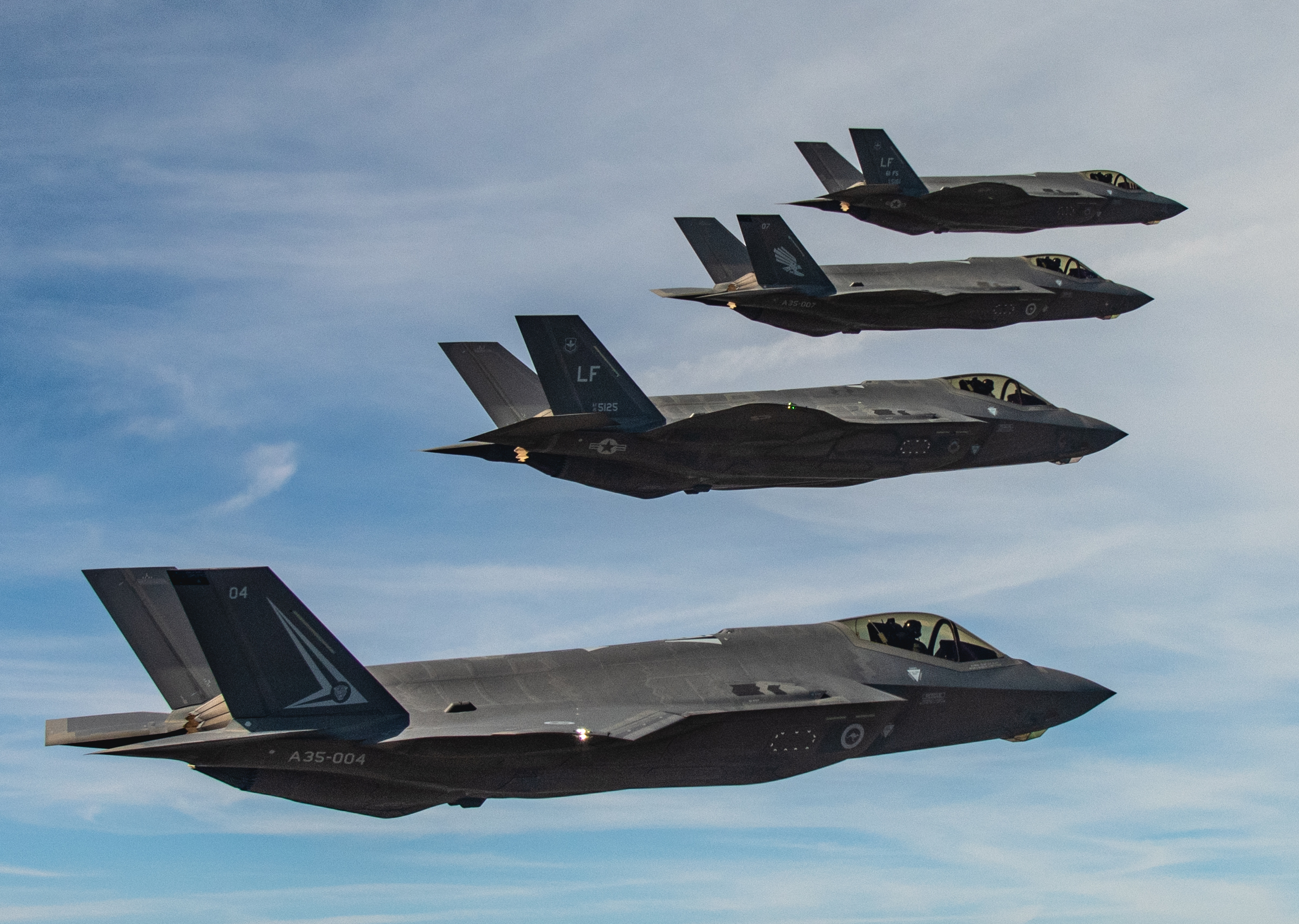
4 австралійські F-35А в бойовому строю, жовтень 2020
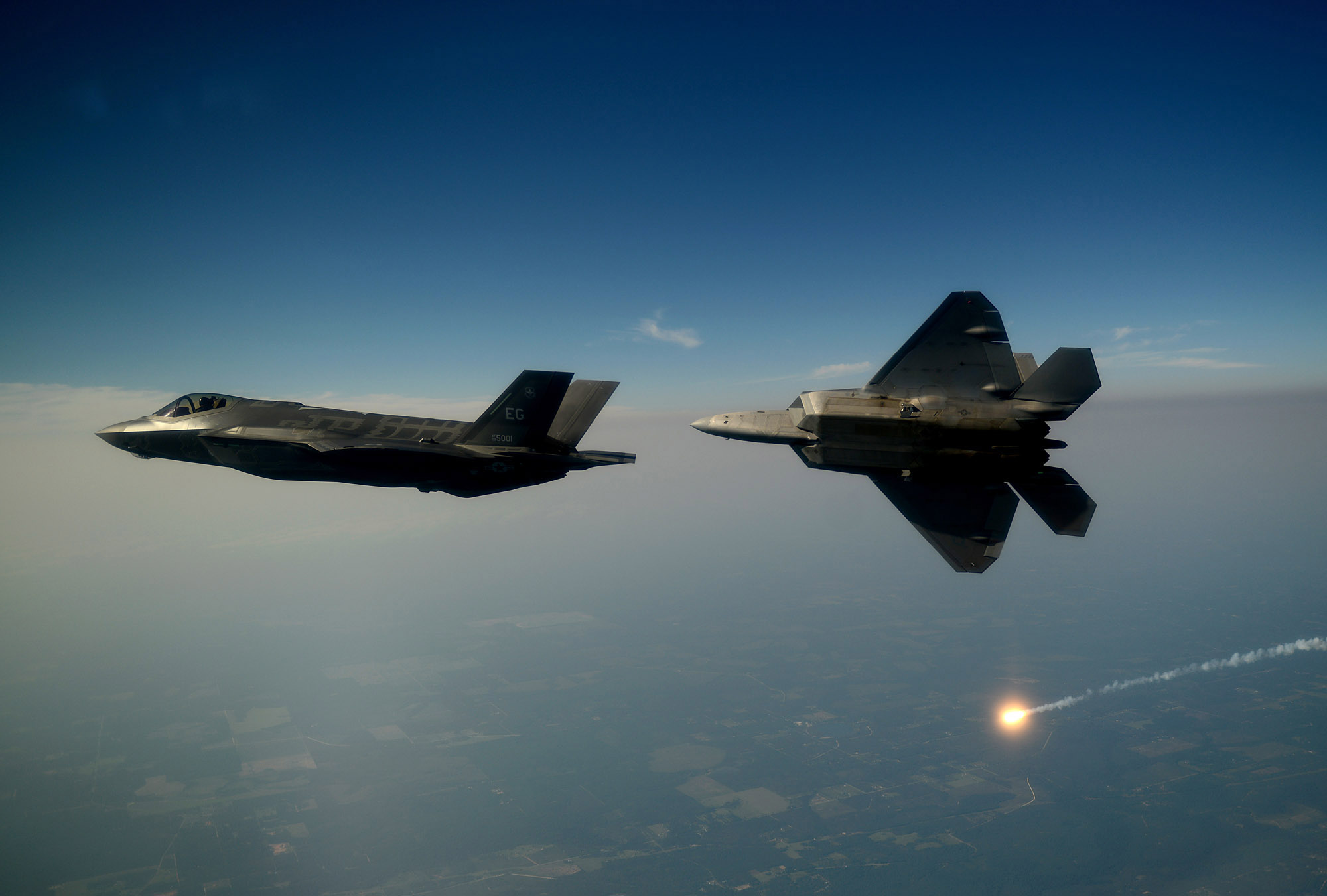
F-35A (спереду) та F-22 Raptor (ззаду)
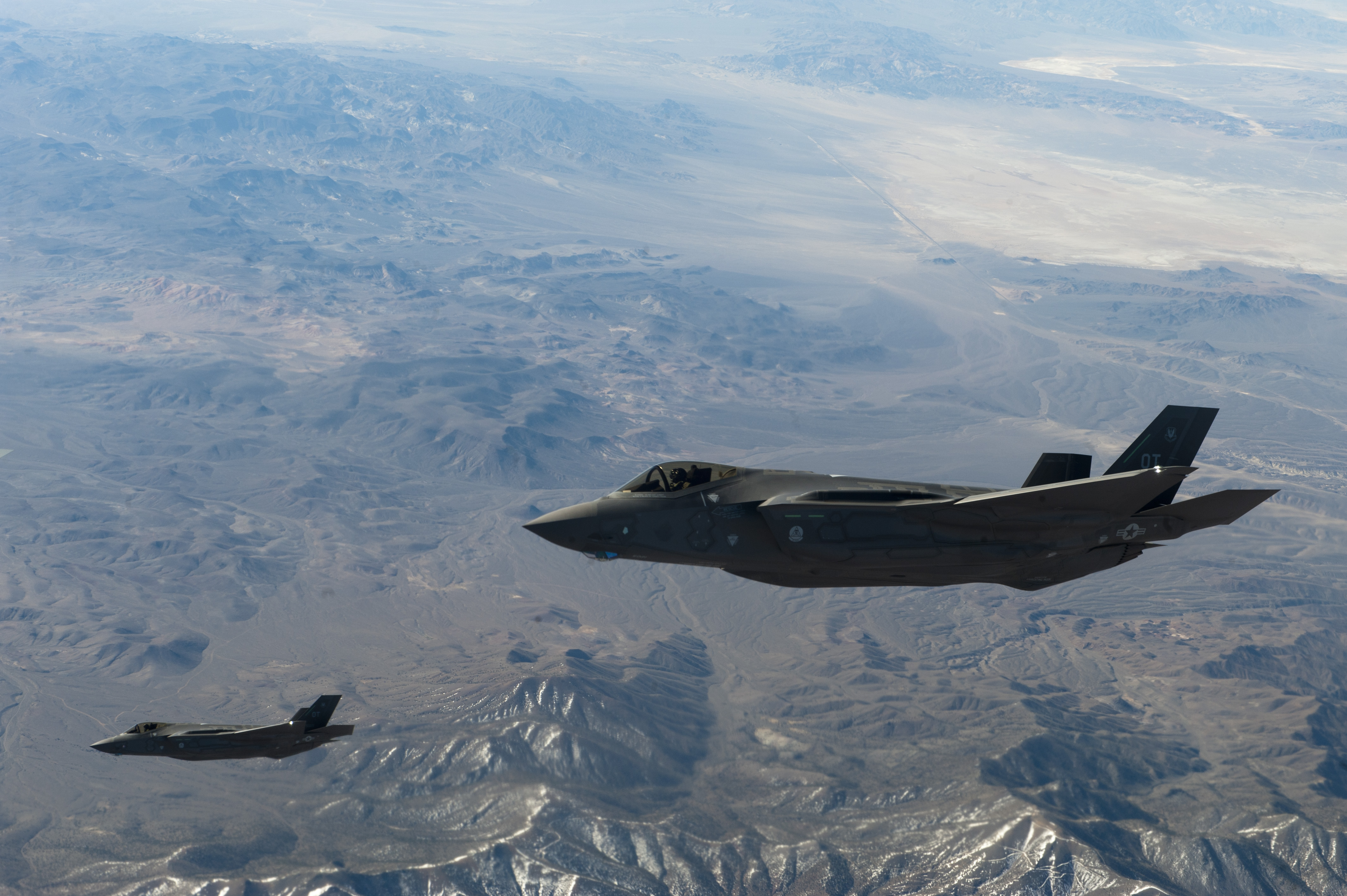
Два F-35A 31-ї Випробувальної ескадрильї ВПС США, 29 квітня 2014
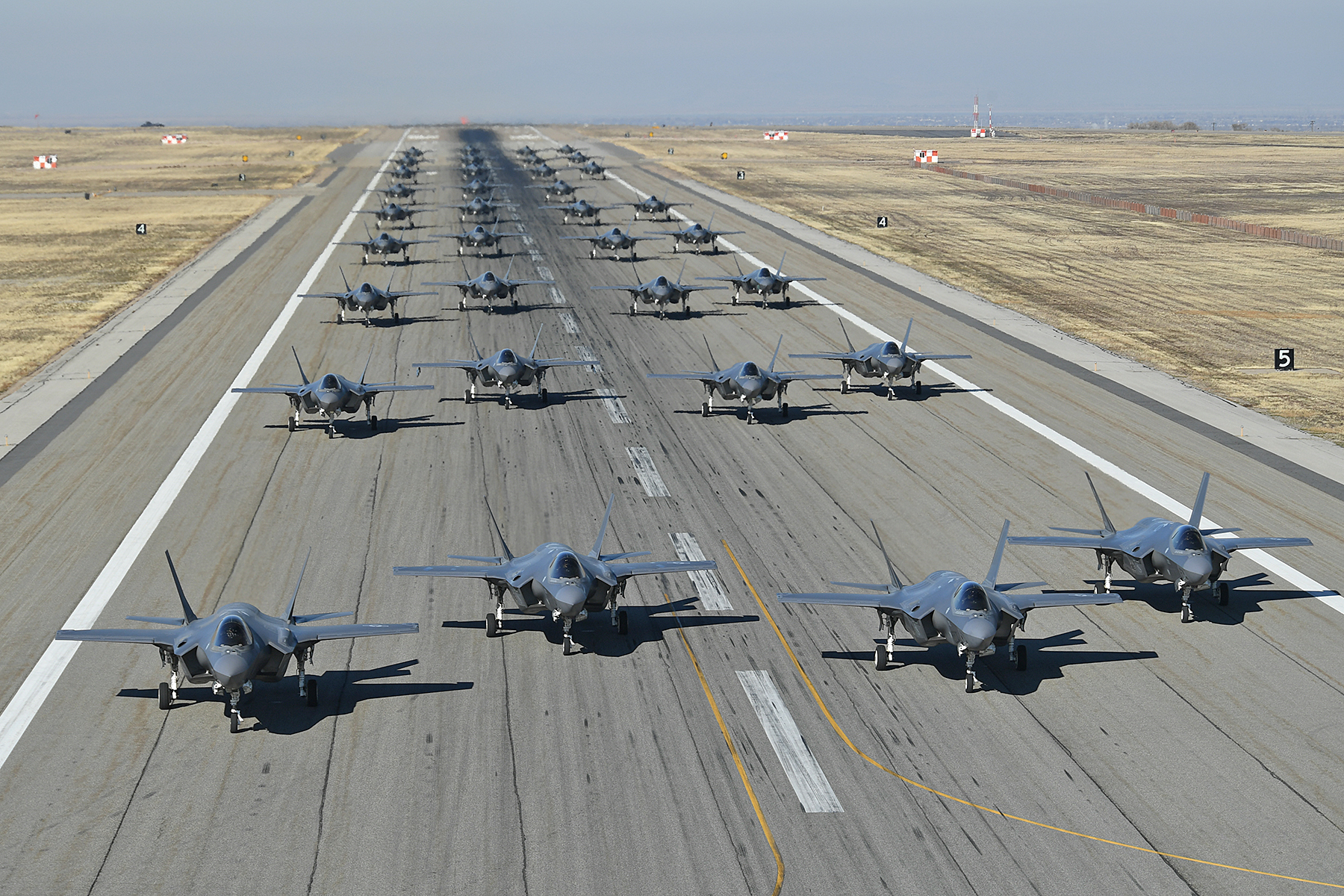
Літаки F-35A повітряних крил 388th та 419th на військовій базі Hill Air Force Base, Юта, 19 листопада 2018 року
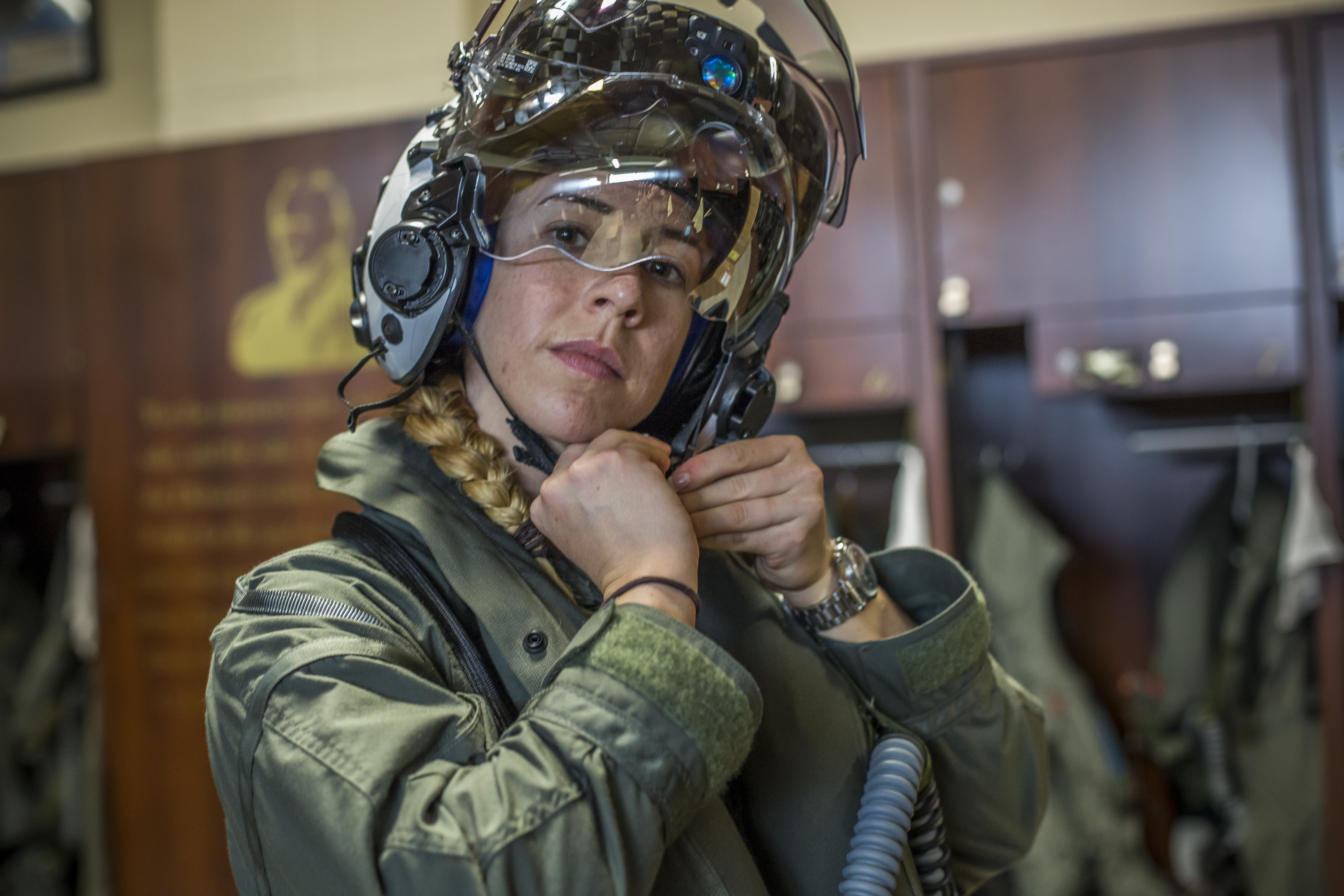
Капітан Аннеліз Сац одягає свій шолом пілота F-35
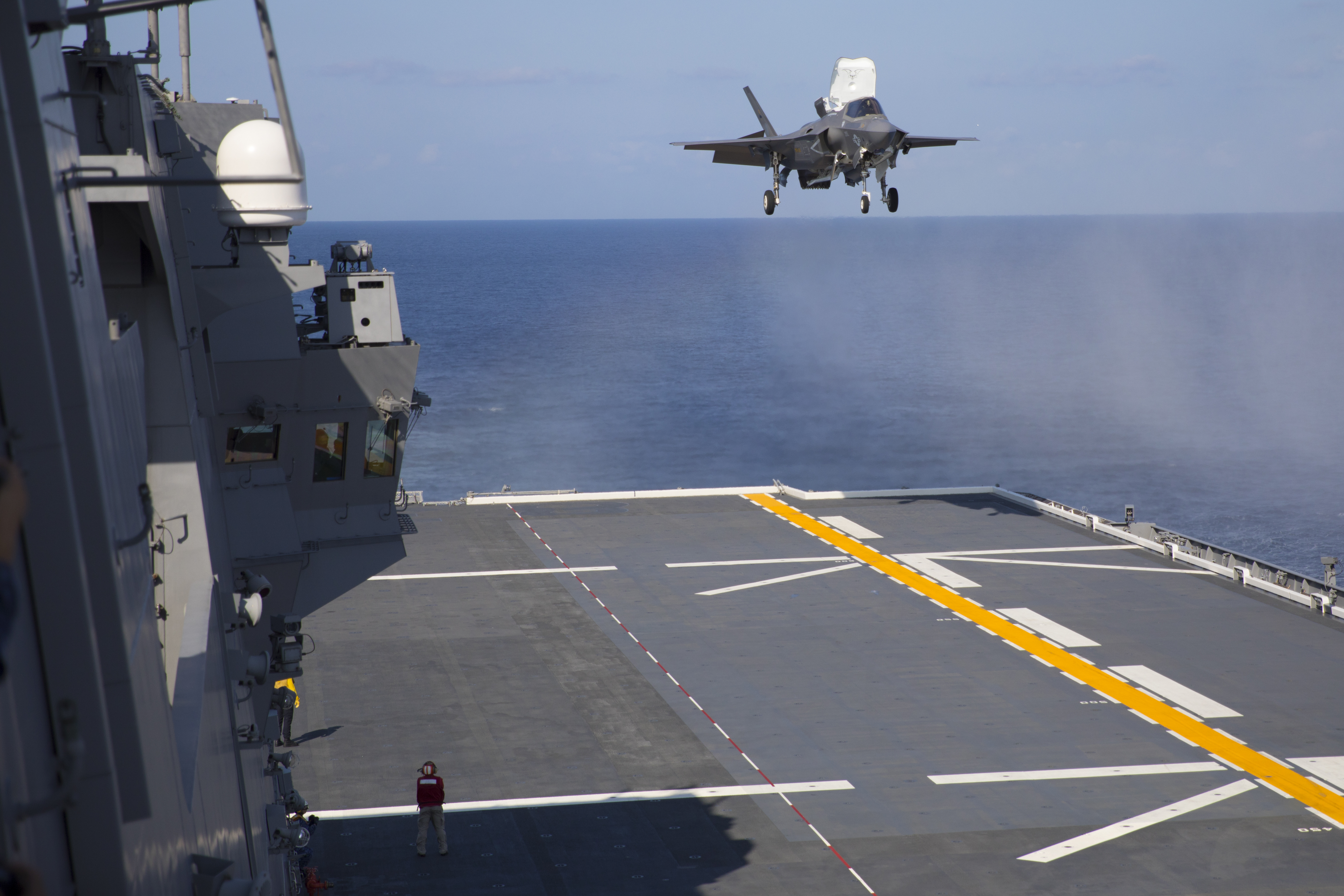
3 жовтня 2021 року перші F-35B здійснили посадки та зльоти з JS Izumo

## Цікаві факти
F-35C фігурує в грі Crysis для того щоб скинути атомну бомбу, після того, як інопланетяни заморозили весь острів.
Згідно з дослідженням аналітичного центру Air Power Australia, опублікованим у лютому 2009 р., F-35 не здатний протистояти російським ППО, хоча згідно з тим же джерелом російські літаки в порівняні з американськими засобами ППО виглядають на порядки гірше і не є абсолютно ніякою загрозою.
Станом на 2019 рік в США було дві жінки морські пілоти (пілотування моделей F-35C and F-35B): Катрін Старк (Catherine Stark) та Аннеліз Сац (Anneliese Satz).